# Список глав государств в 1920 году
| 1919 ← Список глав государств по годам → 1921 |

В списке перечислены лидеры государств по состоянию на 1920 год. В том случае, если ведущую роль в государстве играет коммунистическая партия, указан как де-юре глава государства — председатель высшего органа государственной власти, так и де-факто — глава коммунистической партии.
Если в 1920 году в каком-либо государстве произошла смена руководителя, в списке указываются оба из них. В случае если государство сменило флаг, указываются также оба флага.
Цветом выделены страны, в которых в данном году произошли смены власти вследствие следующих событий:
- Получение страной независимости;
- Военный переворот, революция, всеобщее восстание ;
- Президентские выборы;
- парламентские выборы, парламентский кризис;
- Смерть одного из руководителей страны;
- Иные причины.

## Значимые события
Для государств и их лидеров этот год отмечен следующими событиями:
- 2 января — в Екатеринодаре скончался от тифа головной атаман Кубанской Народной Республики генерал Николай Митрофанович Успенский. Новым головным атаманом избран генерал Николай Адрианович Букретов[1];
- 4 января — подал в отставку Верховный правитель России адмирал Александр Васильевич Колчак. Главнокомандующий Вооружёнными силами Юга России генерал-лейтенант Антон Иванович Деникин отказался принять титул Верховного правителя[2];
- 5 января — на пост президента Либерии вступил Чарльз Данбер Кинг избранный на президентских выборах в мае 1919 года[3];
- 13 января — армии Латвии и Польши ликвидировали Латвийскую Социалистическую Советскую Республику[4];
- 16 января — в Чите сформировано правительство Российской Восточной Окраины во главе с кадетом Сергеем Афанасьевичем Таскиным[2];
- 18 января — новым президентом Франции стал председатель Палаты депутатов Поль Дешанель, сменивший Раймона Пуанкаре, у которого истёк семилетний срок президентских полномочий[5];
- 20 января — после поражения на выборах президента подал в отставку премьер-министр Франции радикал Жорж Клемансо. Новым премьер-министром был назначен республиканец-социалист Александр Мильеран[6];
- 21 января — Домингуш Лейти Перейра сформировал новое правительство Португалии[7];
- 28 января — Конгресс в Люшне, провозгласивший неделимость и независимость Албании назначил Национальное правительство во главе с Сулейманом-беем Дельвина[8];
- 30 января
  - в Албании сформирован Верховный совет, исполняющий функции регентского совета при отсутствующем князе Вильгельме, формально оставшимся главой Албанского государства[8];
  - ушёл в отставку президент Панамы Белисарио Поррас Бараона, выдвинувший свою кандидатуру на новый президентский срок. Временным президентом стал первый вице-президент Эрнесто Тисдель Лефевр де ла Осса[9];
- 1 февраля — на пост президента Гондураса вступил генерал Рафаэль Сальвадор Лопес Гутьеррес, одержавший победу на выборах в октябре 1919 года[10];
- 2 февраля — части Красной армии и хивинские коммунисты ликвидировали Хивинское ханство, хан Саид Абдулла отрёкся от престола[11];
- 19 февраля
- * после отставки демократа Любомира Давидовича правительство Королевства сербов, хорватов и словенцев возглавил радикал Стоян Протич[12];
  - Монголия объявлена частью Китая[13];
- 1 марта — после восстановления 13 февраля монархии в Венгрии Национальное собрание избрало адмирала Миклоша Хорти регентом. Премьер-министр и временный глава государства Карой Хусар ушёл в отставку[14];
- 8 марта
- *после смешения по требованию держав Антанты великого везиря Али Рызы-паши новым главой правительства Османской империи стал адмирал Салих Хулуси-паша[15];
  - полковник Антониу Мария Батишта стал премьер-министром Португалии после отставки кабинета Домингуша Перейры[7];
- 10 марта — после распада правительственной коалиции ушёл в отставку премьер-министр Швеции либерал Нильс Эден. Новое однопартийное правительство сформировал лидер социал-демократов Карл Яльмар Брантинг[16];
- 12 марта — польской армией ликвидирована Русская народная республика лемков[17];
- 13 марта — Капповский путч в Германии. Президент Фридрих Эберт и рейхсканцлер Густав Бауэр бежали из Берлина в Дрезден, новым рейхсканцлером провозглашён монархист Вольфганг Капп[18];
- 15 марта
  - представитель Партии мелких сельских хозяев Шандор Шимоньи-Шемадам сформировал правительство по поручению регента Миклоша Хорти[14];
  - новое правительство Финляндии после отставки либерала Юхо Веннолы сформировал консерватор Рафаэль Эрих[19];
- 17 марта
  - провал Капповского путча в Германии, Вольфганг Капп бежал в Швецию. Президент Фридрих Эберт и рейхсканцлер Густав Бауэр вернулись в Берлин[18];
  - Красная армия РСФСР вошла в Екатеринодар, столицу Кубанской Народной Республики[1];
- 19 марта — премьер-министром Румынии после смещения королём правительства Александру Вайды-Воевода назначен генерал Александру Авереску[20];
- 27 марта — ушёл в отставку рейхсканцлер Германии Густав Бауэр, утративший доверие своей партии во время Капповского путча. Новым рейхсканцлером стал председатель СДПГ Герман Мюллер[21];
- 30 марта
  - в результате разногласий по вопросу о присоединении к Дании территорий Шлезвига король Кристиан X сместил либеральное правительство Карла Теодора Цале. Новым премьер-министром назначен беспартийный Отто Либе[22][23];
  - скоропостижно скончался эмир Северо-Кавказского эмирата Узун-Хаджи. Эмират занят Красной армией РСФСР[24];
- 1 апреля — мусаватист Мамед-Гасан Джафаркули оглы Гаджинский возглавил последнее правительство Азербайджанской Демократической Республики[25];
- 4 апреля — ушёл в отставку и эмигрировал Главнокомандующий Вооружёнными силами Юга России генерал-лейтенант Антон Иванович Деникин. Пост Правителя и Главнокомандующего Вооружёнными силами Юга России занял генерал-лейтенант барон Пётр Николаевич Врангель[2];
- 5 апреля
  - «Пасхальный кризис» в Дании: под угрозой забастовки король Кристиан X сместил недавно сформированное правительство Отто Либе и назначил новый кабинет во главе с Михаэлем Фриисом[22][23];
  - новым великим везирем Османской империи назначен Дамат Махмуд Ферид-паша[15];
- 6 апреля — на территории российского Дальнего Востока провозглашена Дальневосточная Республика[26]. Председателем Народного правительства ДВР стал большевик Александр Михайлович Краснощёков[27];
- 15 апреля — в Гватемале пала диктатура Мануэля Эстрады Кабреры, Национальное собрание назначило временным президентом Карлоса Рафаэля Эрреру[28][29];
- 23 апреля — собравшееся в Анкаре Великое национальное собрание Турции избрало генерала Мустафу Кемаль-пашу своим председателем и главой национального правительства, выступив против контролировавшегося странами Антанты правительства Османской империи в Стамбуле[30];
- 26 апреля — на территории бывшего Хивинского ханства провозглашена Хивинская Народная Советская Республика, председателем Революционного комитета которой стал Хаджи Похлавон[11];
- 28 апреля — 11-я армия РККА и азербайджанские коммунисты ликвидировали Азербайджанскую Демократическую Республику. Председатель Национального собрания Алимардан-бек Топчибашев эмигрировал, премьер-министр Мамед-Гасан Джафаркули оглы Гаджинский перешёл на сторону коммунистов. Провозглашена Азербайджанская Советская Социалистическая Республика, Временный революционный комитет которой возглавил лидер азербайджанских коммунистов Мирза Давуд Багир оглы Гусейнов[31];
- 1 мая — открылось Учредительное собрание Латвии, которое избрало своим председателем и главой государства бывшего председателя Народного совета Яниса Чаксте[4];
- 5 мая
  - лидер Консервативной партии Испании Эдуардо Дато сформировал своё третье правительство после отставки кабинета Мануэля Альендесаласара[32];
  - новое правительство Дании возглавил либерал Нильс Неергор, представитель партии Венстре, победившей на выборах 26 апреля[22][23];
  - Амазасп Оганесович Оганджанян сменил Александра Ивановича Хатисяна на посту премьер-министра Армении[33];
- 8 мая — на пост президента Коста-Рики вступил Хулио Акоста Гарсия, победивший на выборах в декабре 1919 года[34];
- 14 мая — в результате разногласий внутри Аньхойской клики подал в отставку премьер-министр Китая генерал Цин Юнпэн. Исполняющим обязанности премьер-министра назначен адмирал Са Чжэньбин[35];
- 17 мая — радикал Миленко Веснич сменил Стояна Протича на посту премьер-министра Королевства сербов, хорватов и словенцев[12];
- 18 мая — Красная армия РСФСР ликвидировала Северокарельское государство, временное правительство С. А. Тихонова бежало в Финляндию[24];
- 21 мая — в ходе антиправительственного восстания расстрелян президент Мексики Венустиано Карранса. Власть перешла к временному Верховному руководителю Либеральной конституционалистской армии Адольфо де ла Уэрте[36];
- 26 мая — правительство Украинской Народной Республики возглавил социалист-федералист Вячеслав Константинович Прокопович. Прежний кабинет социал-демократа Исаака Прохоровича Мазепы ушёл в отставку в знак протеста против территориальных уступок Польше[17];
- 1 июня — Конгресс Мексики избрал Верховного руководителя Либеральной конституционалистской армии губернатора штата Сонора Адольфо де ла Уэрту временным президентом Мексики[36];
- 5 июня — на севере Персии, в Реште, провозглашена Персидская Советская Социалистическая Республика, которую возглавил Мирза Кучек-хан[37];
- 6 июня — скончался премьер-министр Португалии полковник Антониу Мария Батишта. Новым главой правительства временно назначен министр юстиции и культов Жозе Рамуш Прету[7];
- 16 июня — в Италии либерал Джованни Джолитти сформировал свой пятый кабинет после отставки Франческо Саверио Нитти[38];
- 19 июня — новым временным президентом Литвы стал председатель Учредительного сейма христианский демократ Александрас Стульгинскис, сменивший Антанаса Сметону. Новым премьер-министром стал ляудининк Казис Гринюс[39];
- 21 июня
  - после поражения социал-демократов на выборах 6 июня ушел в отставку рейхсканцлер Германии Герман Мюллер. Новый кабинет сформировал представитель Католической партии Центра Константин Ференбах[21];
  - консерватор Отто Бар Хальворсен сформировал правительство Норвегии после отставки либерала Гуннара Кнудсена[40];
- 23 июня — Владислав Грабский сформировал внепартийное правительство Польши после отставка правительства Леопольда Скульского[41][42];
- 26 июня — лидер Демократической партии Антониу Мария да Силва сформировал правительство Португалии[7];
- 6 июля — в Таронополе провозглашена Галицийская Социалистическая Советская Республика. Председателем Галицкого революционного комитета стал Владимир Петрович Затонский[17];
- 7 июля — Михаэль Майр (Христианско-социальная партия) стал федеральным канцлером Австрии после отставки социал-демократа Карла Рённера[43];
- 10 июля — Артур Мейген сменил Роберта Лэрда Бордена на постах премьер-министра Канады и председателя Консервативной партии[44];
- 12 июля — в ходе восстания армейских частей свергнут президент Боливии либерал Хосе Гутьеррес Герра. К власти пришла правительственная хунта во главе с лидером Республиканской партии Хуаном Баутистой Сааведрой и Хосе Марией Эскальером[45];
- 19 июля
  - граф Пал Телеки сформировал новое правительство Венгрии[14];
  - либерал Антониу Жоакин Гранью сформировал новое правительство Португалии[7];
- 24 июля — в условиях Советско-польской войны в Польше сформировано коалиционное правительство национального единства во главе с представителем партии «Пяст» Винценты Витосом[41][42];
- 28 июля — в Эстонии в результате парламентского кризиса ушёл в отставку кабинет Яана Тыннисона. Сформировано правительство Адо Бирка[46];
- 30 июля
  - в Эстонии ушёл в отставку кабинет Адо Бирка. Яан Тыннисон вновь сформировал правительство[46];
  - в ходе Советско-польской войны в Белостоке провозглашено создание Временного революционного комитета Польши (Польревкома) во главе с Юлианом Мархлевским[41];
- 1 августа — в освобождённом от польских войск Минске провозглашена Белорусская Советская Социалистическая Республика. Председателем Центрального Исполнительного Комитета и Совета Народных Комиссаров БССР стал Александр Григорьевич Червяков[47];
- 9 августа — после разгрома в Чжили-Аньхойской войне Аньхойской клики исполняющий обязанности премьер-министра Китая адмирал Са Чжэнь бин отстранён от должности. Генерал Цин Юнпэн восстановлен на посту главы правительства[35];
- 15 августа — на пост президента Парагвая вступил либерал Мануэль Гондра Перейра[48];
- 19 августа — Совет при Главнокомандующем Вооружёнными силами Юга России во главе с Александром Васильевичем Кривошеиным преобразован в Правительство Юга России[2];
- 20 августа — после поражения Красной армии под Варшавой распущен Временный революционный комитет Польши[41];
- 1 сентября — на пост президента Эквадора вступил победивший на президентских выборах Хосе Луис Тамайо[49];
- 2 сентября — части Туркестанского фронта Красной армии закончили ликвидацию Бухарского эмирата. Эмир Сейид Мир Мухаммед Алим-хан бежал в Афганистан[50];
- 8 сентября — Габриэле д’Аннунцио провозгласил в захваченном югославском городе Риека Республику Фиуме[51];
- 15 сентября — в Чехословакии в результате внутрипартийного кризиса ушло в отставку правительство социал-демократа Властимила Тусара. Новый внепарламентский кабинет возглавил Ян Черны[52];
- 21 сентября — в ходе наступления полькой армии ликвидирована Галицийская Социалистическая Советская Республика[17];
- 23 сентября — после отставки по состоянию здоровья Поля Дешанеля новым президентом Франции стал Александр Мильеран[5];
- 24 сентября — премьер-министром Франции стал республиканец-демократ Жорж Лейг[6];
- 1 октября — на пост президента Панамы вступил либерал Белисарио Поррас Бараона, победивший на выборах в августе 1920 года[9];
- 8 октября — На территории бывшего Бухарского эмирата провозглашена Бухарская Народная Советская Республика[50];
- 12 октября — в занятом польскими войсками Вильно провозглашена Республика Срединной Литвы которую возглавил генерал Люциан Желиговский. Председателем временной правительственной комиссии республики назначен Витольд Абрамович[39];
- 16 октября — премьер-министром Персии стал Фазолла Хан Акбар[37];
- 21 октября — новым великим везирем Османской империи назначен Ахмед Тефвик-паша[15];
- 24 октября — в ходе Гуандун-Гуансийской войны отстранён от власти председатель китайского Военного правительства в Гуандуне Цэнь Чуньсюань. Сформирован Правящий комитет Военного правительства с участием Сунь Ятсена[35];
- 25 октября — скончался король Греции Александрос I, временным главой государства стал премьер-министр Элефтериос Венизелос[53];
- 26 октября — премьер-министром Эстонии стал Антс Пийп[46];
- 27 октября — губернатор Кристианстада барон Герард Луис фон Де Геер сформировал внепартийное правительство Швеции после отставки Карла Яльмара Брантинга, лидера социал-демократов, не добившихся успеха на выборах[16];
- 28 октября
  - Регентом Греции назначен адмирал Павлос Кунтуриотис[53];
  - Российская Восточная Окраина вошла в состав Дальневосточной Республики. Командующий войсками Российской Восточной окраины генерал-лейтенант Григорий Михайлович Семёнов и Председатель правительства Сергей Афанасьевич Таскин ушли в Китай[2];
- 16 ноября — Красная армия заняла Крым. Правитель и Главнокомандующий Вооружёнными силами Юга России генерал-лейтенант барон Пётр Николаевич Врангель эмигрировал в Турцию. Последний анклав Российского Государства прекратил существование[2];
- 17 ноября — новым королём Греции провозглашён находившийся в эмиграции Константинос I. Регентом до его прибытия назначена вдовствующая королева Ольга Константиновна[53];
- 18 ноября — после поражения на выборах 14 ноября ушёл в отставку премьер-министр Греции Элефтериос Венизелос. Новым главой правительства стал Димитриос Раллис[53];
- 20 ноября
  - католик Анри Картон де Виар возглавил коалиционное правительство Бельгии после отставки Леона Делакруа[54];
  - Алвару Ксавьер ди Каштру сформировал новое правительство Португалии[7];
- 22 ноября — Украинская Народная Республика прекратила своё существование как государство. Директория во главе с Симоном Васильевичем Петлюрой и Совет народных министров отправились в изгнание[17];
- 25 ноября — Симон Врацян сформировал последнее дашнакское правительство Армении после отставки Амазаспа Оганесовича Оганджаняна[33];
- 29 ноября — в Каравансарае армянскими большевиками провозглашена Армянская Советская Социалистическая Республика[55];
- 30 ноября — начальник штаба Национальной республиканской гвардии Португалии полковник Либерату Дамиан Рибейру Пинту сформировал коалиционное правительство «республиканской концентрации»[7];
- 1 декабря — на пост президента Мексики вступил генерал Альваро Обрегон, победивший на выборах в сентябре 1920 года[36];
- 2 декабря — части Красной армии вступили в Ереван. Республика Армения прекратила своё существование, правительство Симона Врацяна сложило полномочия, власть перешла к Военно-революционному комитету во главе с Саркисом Ивановичем Касьяном[33];
- 6 декабря — Республика Северная Ингрия прекратила существование и вошла в состав РСФСР по условиям Тартуского мирного договора[2];
- 9 декабря — первым конституционным президентом Австрии стал Михаэль Хайниш[43];
- 10 декабря — в Албании приступило к работе правительство Ильяса-бея Вриони[8];
- 19 декабря — вернулся в Афины и вступил на престол король Греции Константинос I[53];
- 21 декабря — после вступления в силу Конституции Эстонии первым Государственным старейшиной (главой государства и правительства) страны стал бывший премьер-министр Антс Пийп[46];
- 23 декабря — на пост президента Чили вступил либерал Артуро Алессандри, победивший на выборах в июне 1920 года[56][57];
- 30 декабря — итальянская армия завершила ликвидацию Республики Фиуме на югославском побережье[51].

## Азия
| | Арабские эмираты (протектораты Великобритании)                   | Арабские эмираты (протектораты Великобритании)                       | Арабские эмираты (протектораты Великобритании)                       | Арабские эмираты (протектораты Великобритании)                                                    |                                      | Винценты |
| |                                                                  | Абу-Даби                                                             | Эмир                                                                 | Хамдам ибн Зайед аль-Нахайянчячся                                                                 | 1912 год—1922 год                    |          |
| | Аджман                                                           | Эмир                                                                 | Хумайд III ибн Абд аль-Азиз                                          | 1910 год—1928 год                                                                                 |                                      |          |
| | Дубай                                                            | Шейх                                                                 | Саид ибн Мактум                                                      | 1912 год—1958 год                                                                                 |                                      |          |
| | Рас-эль-Хайма                                                    | Эмир                                                                 | Халид II бин Ахмед                                                   | 1914 год—1921 год                                                                                 |                                      |          |
| | Умм-эль-Кайвайн                                                  | Эмир                                                                 | Рашид бин Ахмад аль-Муалла                                           | 1904 год—1922 год                                                                                 |                                      |          |
| | Эль-Фуджайра                                                     | Шейх                                                                 | Хамад I бин Абдаллах                                                 | 1876 год—1936 год                                                                                 |                                      |          |
| | Шарджа                                                           | Шейх                                                                 | Халид II бин Ахмед                                                   | 1914 год—1924 год                                                                                 |                                      |          |
| | Асир                                                             | Асир                                                                 | Эмир                                                                 | Мухаммад ибн Али аль-Идриси                                                                       | 1917 год — 1923 год                  |          |
| | Афганистан                                                       | Афганистан                                                           | эмир                                                                 | Аманулла                                                                                          | 1919 год — 1926 год                  |          |
| | Бахрейн (протекторат Великобритании)                             | Бахрейн (протекторат Великобритании)                                 | Хаким                                                                | Иса ибн Али Аль Халифа                                                                            | 1869 год—1932 год                    |          |
| | Британская Бирма (Шанские княжества)                             |                                                                      |                                                                      |                                                                                                   |                                      |          |
| |                                                                  | Йонгве                                                               | Саофа                                                                | Сао Монг                                                                                          | 1864 год—1885 год, 1897 год—1926 год |          |
| | Кенгтунг                                                         | Саофа                                                                | Конг Кьо Инталенг                                                    | 1895 год—1935 год                                                                                 |                                      |          |
| | Локсок (Ятсок)                                                   | Саофа                                                                | Хкун Нсок                                                            | 1900 год—1946 год                                                                                 |                                      |          |
| | Мокме                                                            | Саофа                                                                | Хкун Хконг                                                           | 1915 год—1959 год                                                                                 |                                      |          |
| | Монгнай                                                          | Саофа                                                                | Хкун Кьо Сам                                                         | 1914 год—1928 год                                                                                 |                                      |          |
| | Монгпай                                                          | саофа                                                                | Хкун Пин Нья                                                         | 1908 год—1959 год                                                                                 |                                      |          |
| | Монгпон                                                          | Саофа                                                                | Хкун Ти                                                              | 1860 год—1928 год                                                                                 |                                      |          |
| | Северное Сенви                                                   | Саофа                                                                | Хом Хпа                                                              | 1915 год—1959 год                                                                                 |                                      |          |
| | Сипау                                                            | Саофа                                                                | Сао Хке                                                              | 1902 год—1928 год                                                                                 |                                      |          |
| | Южное Сенви                                                      | Саофа                                                                | Сао Сонг                                                             | 1913 год—1946 год                                                                                 |                                      |          |
| | Британская Индия                                                 | Британская Индия                                                     | Император                                                            | Георг V                                                                                           | 1910 год—1936 год                    |          |
| Вице-король | Британская Индия                                                 | Британская Индия                                                     | Фредерик Тесиджер                                                    | 1916 год—1921 год                                                                                 |                                      |          |
| |                                                                  | Аджайгарх                                                            | Савай махараджа                                                      | Бхопал Сингх                                                                                      | 1919 год—1942 год                    |          |
| | Алвар                                                            | Махараджа                                                            | Джай Сингх Прабхакар                                                 | 1892 год—1937 год                                                                                 |                                      |          |
| | Алираджпур                                                       | Рана                                                                 | Пратап Сингх II                                                      | 1891 год—1941 год                                                                                 |                                      |          |
| | Баони                                                            | Наваб                                                                | Мохаммад Муштак аль-Хасан Хан                                        | 1911 год—1947 год                                                                                 |                                      |          |
| | Бансвара                                                         | Раджа                                                                | Притви Сингх                                                         | 1913 год—1944 год                                                                                 |                                      |          |
| | Барвани                                                          | Рана                                                                 | Ранджит Сингх                                                        | 1894 год—1930 год                                                                                 |                                      |          |
| | Барода                                                           | Махараджа                                                            | Саяджирао Гаеквад III                                                | 1875 год—1939 год                                                                                 |                                      |          |
| | Бахавалпур                                                       | Наваб                                                                | Садик Мухаммад Хан V                                                 | 1907 год—1947 год                                                                                 |                                      |          |
| | Башахра                                                          | Раджа                                                                | Падам Сингх                                                          | 1914 год—1947 год                                                                                 |                                      |          |
| | Бенарес                                                          | Махараджа бахадур                                                    | Прабху Нарайян Сингх                                                 | 1889 год—1931 год                                                                                 |                                      |          |
| | Биджавар                                                         | Савай махараджа                                                      | Савант Сингх                                                         | 1899 год—1940 год                                                                                 |                                      |          |
| | Биканер                                                          | Махараджа                                                            | Ганга Сингх                                                          | 1887 год—1943 год                                                                                 |                                      |          |
| | Биласпур (Калур)                                                 | Раджа                                                                | Биджай Чанд                                                          | 1889 год—1927 год                                                                                 |                                      |          |
| | Бунди                                                            | Махарао раджа                                                        | Рагубир Сингх                                                        | 1889 год—1927 год                                                                                 |                                      |          |
| | Бхавнагар                                                        | Махараджа                                                            | Кришна Кумарсинхжи Бхавсинхжи                                        | 1919 год—1947 год                                                                                 |                                      |          |
| | Бхаратпур                                                        | Махараджа                                                            | Кишан Сингх                                                          | 1900 год—1929 год                                                                                 |                                      |          |
| | Бхопал                                                           | наваб                                                                | Каикхусрау Джахан Бегум                                              | 1901 год—1926 год                                                                                 |                                      |          |
| | Ванканер                                                         | Махарана радж сахиб                                                  | Амарсинхджи Банесинджи                                               | 1881 год—1947 год                                                                                 |                                      |          |
| | Гангпур                                                          | Раджа                                                                | Бхабани Шанкар Део                                                   | 1917 год—1930 год                                                                                 |                                      |          |
| | Гархвал                                                          | махараджа                                                            | Нарендра Шах                                                         | 1913 год—1946 год                                                                                 |                                      |          |
| | Гвалиор                                                          | Махараджа                                                            | Мадхорао Шинде                                                       | 1886 год—1925 год                                                                                 |                                      |          |
| | Гондал                                                           | Тхакур сахиб                                                         | Бхагвацинхжи Саграмсинхджи                                           | 1869 год—1944 год                                                                                 |                                      |          |
| | Даспалла                                                         | раджа                                                                | Кишор Чандра Део Бханж                                               | 1913 год—1948 год                                                                                 |                                      |          |
| | Датия                                                            | Махараджа                                                            | Говинд Сингх                                                         | 1907 год—1947 год                                                                                 |                                      |          |
| | Девас младшее                                                    | Махараджа                                                            | Малхар Рао                                                           | 1918 год—1934 год                                                                                 |                                      |          |
| | Девас старшее                                                    | Махараджа                                                            | Тукоджи Рао III                                                      | 1918 год—1937 год                                                                                 |                                      |          |
| | Джайпур                                                          | Махараджа савай                                                      | Мадхо Сингх II                                                       | 1880 год—1922 год                                                                                 |                                      |          |
| | Джанджира                                                        | Наваб                                                                | Ахмад Хан                                                            | 1879 год—1922 год                                                                                 |                                      |          |
| | Джайсалмер                                                       | Махаравал                                                            | Джавахир Сингх                                                       | 1914 год—1947 год                                                                                 |                                      |          |
| | Джалавад (Дрангадхра)                                            | Махараджа                                                            | Ганшьямсинхджи Аджитсинхджи                                          | 1918 год—1942 год                                                                                 |                                      |          |
| | Джамму и Кашмир                                                  | Махараджа                                                            | Пратап Сингх                                                         | 1885 год—1925 год                                                                                 |                                      |          |
| | Джаора                                                           | Наваб                                                                | Мухаммад Ифтихар Али                                                 | 1895 год—1947 год                                                                                 |                                      |          |
| | Дженкантал                                                       | Махараджа                                                            | Шанкар Пратап Сингх Дев Махендра                                     | 1918 год—1948 год                                                                                 |                                      |          |
| | Джинд                                                            | Махараджа                                                            | Ранбир Сингх                                                         | 1911 год—1947 год                                                                                 |                                      |          |
| | Джхабуа                                                          | Раджа                                                                | Удай Сингх                                                           | 1895 год—1942 год                                                                                 |                                      |          |
| | Джунагадх                                                        | Наваб                                                                | Мохаммад Махабат Ханджи III                                          | 1911 год—1947 год                                                                                 |                                      |          |
| | Джхалавар                                                        | Махараджа                                                            | Бхавани Сингх                                                        | 1899 год—1929 год                                                                                 |                                      |          |
| | Дир                                                              | Наваб                                                                | Аврангзеб Бадшан Хан                                                 | 1904 год—1913 год, 1914 год—1925 год                                                              |                                      |          |
| | Дхолпур                                                          | Махараджа рана                                                       | Удайбхану Сингх                                                      | 1911 год—1947 год                                                                                 |                                      |          |
| | Дунгарпур                                                        | Махараджа                                                            | Лакшман Сингх                                                        | 1918 год—1947 год                                                                                 |                                      |          |
| | Дхар                                                             | Раджа                                                                | Удаджи Радж II Павар                                                 | 1898 год—1926 год                                                                                 |                                      |          |
| | Идар                                                             | Махараджа                                                            | Даулат Сингх                                                         | 1911 год—1931 год                                                                                 |                                      |          |
| | Индаур                                                           | Махараджа                                                            | Тукоджи Рао III Холкар XIII                                          | 1903 год—1926 год                                                                                 |                                      |          |
| | Калат                                                            | Хан                                                                  | Махмуд II                                                            | 1893 год—1931 год                                                                                 |                                      |          |
| | Камбей                                                           | наваб                                                                | Низам ад-Даула Наджм                                                 | 1915 год—1948 год                                                                                 |                                      |          |
| | Капуртхала                                                       | Махараджа                                                            | Джагатджит Сингх                                                     | 1911 год—1947 год                                                                                 |                                      |          |
| | Караули                                                          | Махараджа                                                            | Бханвар Пал                                                          | 1886 год—1927 год                                                                                 |                                      |          |
| | Кач                                                              | Махараджа                                                            | Кхенгарджи III                                                       | 1875 год—1942 год                                                                                 |                                      |          |
| | Кишангарх                                                        | Махараджа                                                            | Мадан Сингх                                                          | 1900 год—1926 год                                                                                 |                                      |          |
| | Колхапур                                                         | Махараджа                                                            | Шаху                                                                 | 1900 год—1922 год                                                                                 |                                      |          |
| | Кота                                                             | Махарао                                                              | Умед Сингх II                                                        | 1889 год—1940 год                                                                                 |                                      |          |
| | Кочин                                                            | Махараджа                                                            | Рама Варма XVI                                                       | 1915 год—1932 год                                                                                 |                                      |          |
| | Куч-Бихар                                                        | Махараджа                                                            | Джитендра Нарайян                                                    | 1913 год—1922 год                                                                                 |                                      |          |
| | Лас Бела                                                         | Хан                                                                  | Камаль Хан                                                           | 1896 год—1921 год                                                                                 |                                      |          |
| | Лохару                                                           | Наваб                                                                | Амир-уд-Дин Ахмад-Хан Азиз-уд-Дин Ахмад-Хан                          | 1884 год—1920 год 1920 год—1926 год                                                               |                                      |          |
| | Лунавада                                                         | рана                                                                 | Вакхат Сингх                                                         | 1867 год—1929 год                                                                                 |                                      |          |
| | Майсур                                                           | Махараджа                                                            | Кришнараджа Водеяр IV                                                | 1894 год—1940 год                                                                                 |                                      |          |
| | Макран                                                           | Сардар                                                               | Междуцарствие                                                        | 1917 год—1922 год                                                                                 |                                      |          |
| | Малеркотла                                                       | Наваб                                                                | Ахмад Али Хан                                                        | 1908 год—1947 год                                                                                 |                                      |          |
| | Манди                                                            | Раджа                                                                | Джогиндер Сен                                                        | 1913 год—1948 год                                                                                 |                                      |          |
| | Манипур                                                          | Махараджа                                                            | Чурачандра Сингх                                                     | 1918 год—1941 год                                                                                 |                                      |          |
| | Марвар (Джодхпур)                                                | махараджа                                                            | Умайд Сингх                                                          | 1918 год—1947 год                                                                                 |                                      |          |
| | Мевар (Удайпур)                                                  | Махарана                                                             | Фатех Сингх                                                          | 1884 год—1930 год                                                                                 |                                      |          |
| | Морви                                                            | Тхакур сахиб                                                         | Вагджи II Раваджи                                                    | 1870 год—1922 год                                                                                 |                                      |          |
| | Мудхол                                                           | Раджа                                                                | Малоджирао IV Радж Горпаде                                           | 1900 год—1937 год                                                                                 |                                      |          |
| | Набха                                                            | Махараджа                                                            | Рипудаман Сингх                                                      | 1911 год—1928 год                                                                                 |                                      |          |
| | Наванагар                                                        | Джам сахеб                                                           | Ранджитсинхджи Вибхаджи II                                           | 1907 год—1933 год                                                                                 |                                      |          |
| | Нарсингхгарх                                                     | Раджа                                                                | Арджун Сингх                                                         | 1896 год—1924 год                                                                                 |                                      |          |
| | Орчха                                                            | Махараджа                                                            | Пратап Сингх                                                         | 1874 год—1930 год                                                                                 |                                      |          |
| | Паланпур                                                         | Наваб-сахиб                                                          | Талей Мухаммад Хан                                                   | 1918 год—1947 год                                                                                 |                                      |          |
| | Панна                                                            | Махараджа                                                            | Ядвендра Сингх Джудео                                                | 1902 год—1947 год                                                                                 |                                      |          |
| | Патиала                                                          | Махараджа                                                            | Бхупиндер Сингх                                                      | 1900 год—1938 год                                                                                 |                                      |          |
| | Порбандар                                                        | Махараджа сахиб                                                      | Натварсинхджи Бхавсинхджи                                            | 1918 год—1948 год                                                                                 |                                      |          |
| | Пратабгарх                                                       | Махарават                                                            | Рагхунат Сингх                                                       | 1890 год—1929 год                                                                                 |                                      |          |
| | Пудуккоттай                                                      | Раджа                                                                | Мартанда Бхайрава Тондаймен                                          | 1886 год—1928 год                                                                                 |                                      |          |
| | Раджгарх                                                         | Раджа                                                                | Бирендра Сингх                                                       | 1916 год—1936 год                                                                                 |                                      |          |
| | Раджпипла                                                        | Махарана                                                             | Виджайсинхджи                                                        | 1915 год—1948 год                                                                                 |                                      |          |
| | Радханпуа                                                        | Наваб                                                                | Мохаммад Джалал ад-Дин Хан                                           | 1910 год—1936 год                                                                                 |                                      |          |
| | Рампур                                                           | наваб                                                                | Хамид Али Хан                                                        | 1889 год—1930 год                                                                                 |                                      |          |
| | Ратлам                                                           | Раджа                                                                | Саджан Сингх                                                         | 1893 год—1921 год                                                                                 |                                      |          |
| | Рева                                                             | Махараджа                                                            | Гулаб Сингх Джу Део                                                  | 1918 год—1946 год                                                                                 |                                      |          |
| | Савантвади                                                       | Раджа                                                                | Кхем Савант V Бхонсле                                                | 1913 год—1937 год                                                                                 |                                      |          |
| | Саилана                                                          | Раджа                                                                | Дилип Сингх                                                          | 1919 год—1948 год                                                                                 |                                      |          |
| | Самтхар                                                          | Махараджа                                                            | Бир Сингх                                                            | 1896 год—1935 год                                                                                 |                                      |          |
| | Сангли                                                           | Рао                                                                  | Чинтаман Рао II Дхунди                                               | 1903 год—1932 год                                                                                 |                                      |          |
| | Сват                                                             | Вали                                                                 | Мьянгул Абдул Вадуд                                                  | 1918 год—1947 год                                                                                 |                                      |          |
| | Сирмур                                                           | Махараджа                                                            | Амар Пракаш                                                          | 1911 год—1933 год                                                                                 |                                      |          |
| | Сирохи                                                           | Махарао                                                              | Кешри Сингх Сапур Рам Сингх                                          | 1889 год—1920 год 1920 год—1946 год                                                               |                                      |          |
| | Ситамау                                                          | Раджа                                                                | Радж Рам Сингх II                                                    | 1900 год—1947 год                                                                                 |                                      |          |
| | Сонепур                                                          | Махараджа                                                            | Митродайя Сингх Део                                                  | 1902 год—1937 год                                                                                 |                                      |          |
| | Сукет                                                            | Раджа                                                                | Лакшман Сен                                                          | 1919 год—1947 год                                                                                 |                                      |          |
| | Тонк                                                             | Наваб                                                                | Мухаммад Ибрагим Али Хан                                             | 1867 год—1930 год                                                                                 |                                      |          |
| | Траванкор                                                        | Махараджа                                                            | Мулам Тхирунал Рама Варма V                                          | 1885 год—1924 год                                                                                 |                                      |          |
| | Трипура                                                          | Махааджа                                                             | Бирендра Кишор Маникья                                               | 1919 год—1923 год                                                                                 |                                      |          |
| | Фаридкот                                                         | Махараджа                                                            | Хариндер Сингх                                                       | 1918 год—1947 год                                                                                 |                                      |          |
| | Хаирпур                                                          | Мир                                                                  | Имам Бакш Хан Талпур                                                 | 1909 год—1921 год                                                                                 |                                      |          |
| | Хайдарабад                                                       | Низам                                                                | Асаф Джах VII                                                        | 1911 год—1948 год                                                                                 |                                      |          |
| | Харан                                                            | Мир                                                                  | Хабибулла                                                            | 1911 год—1948 год                                                                                 |                                      |          |
| | Хиндол                                                           | раджа                                                                | Наба Кишор Чандра                                                    | 1906 год—1948 год                                                                                 |                                      |          |
| | Хунза                                                            | мир                                                                  | Мохаммад Назим Хан                                                   | 1892 год—1938 год                                                                                 |                                      |          |
| | Чамба                                                            | Раджа                                                                | Рам Сингх                                                            | 1919 год—1935 год                                                                                 |                                      |          |
| | Чаркхари                                                         | Махараджа                                                            | Ганга Сингх Аримардан Сингх                                          | 1914 год—1920 год 1920 год—1941 год                                                               |                                      |          |
| | Читрал                                                           | мехтар                                                               | Шуджа уль-Мульк                                                      | 1895 год—1936 год                                                                                 |                                      |          |
| | Чхатарпур                                                        | Махараджа                                                            | Вишванатх Сингх                                                      | 1895 год—1932 год                                                                                 |                                      |          |
| | Шахпура                                                          | Раджа                                                                | Нахар Сингх                                                          | 1870 год—1932 год                                                                                 |                                      |          |
| | Бруней (протекторат Великобритании)                              | Бруней (протекторат Великобритании)                                  | Султан                                                               | Мухаммад Джамалуль Алам II                                                                        | 1906 год—1924 год                    |          |
| | Бутан                                                            | Бутан                                                                | Король                                                               | Угьен Вангчук                                                                                     | 1907 год—1926 год                    |          |
| | Бухарский эмират                                                 | Бухарский эмират                                                     | Эмир                                                                 | Сеид Алим                                                                                         | 1910 год—1920 год                    |          |
| В 1920 году эмират ликвидирован; на его территории образована Бухарская народная советская республика             | Бухарский эмират                                                 | Бухарский эмират                                                     |                                                                      |                                                                                                   |                                      |          |
| Бухарская народная советская республика                                                                           | Бухарская народная советская республика                          | Председатель ЦИК                                                     | Абдулкадыр Мухитдинов                                                | 1920 год—1921 год                                                                                 |                                      |          |
| Бухарская народная советская республика                                                                           | Бухарская народная советская республика                          | Председатель Совета Народных Назиров                                 | Файзулла Ходжаев                                                     | 1920 год—1924 год                                                                                 |                                      |          |
| | Вьетнам (протекторат Франции Аннам)                              | Вьетнам (протекторат Франции Аннам)                                  | Император                                                            | Нгуен Хоанг-тонг                                                                                  | 1916 год—1925 год                    |          |
| | Гилянская (Персидская) Советская Социалистическая Республика     | Гилянская (Персидская) Советская Социалистическая Республика         | Президент                                                            | Мирза Кучек-хан                                                                                   | 1920 год—1921 год                    |          |
| | Джебель-Шаммар                                                   | Джебель-Шаммар                                                       | Эмир                                                                 | Сауд ибн Абдулазиз аль-Рашид Абдаллах ибн Митаб Аль Рашид                                         | 1908 год—1920 год 1920 год—1921 год  |          |
| | Индонезийские султанаты                                          |                                                                      |                                                                      |                                                                                                   |                                      |          |
| |                                                                  |                                                                      |                                                                      |                                                                                                   |                                      |          |
| | Бачан (протекторат Нидерландов)                                  | Султан                                                               | Мухаммад Усман                                                       | 1900 год—1935 год                                                                                 |                                      |          |
| | Дели (протекторат Нидерландов)                                   | Султан                                                               | Мамун аль-Рашид Перкаша Алам Шах                                     | 1873 год—1924 год                                                                                 |                                      |          |
| | Джокьякарта (протекторат Нидерландов)                            | Султан                                                               | Хаменгкубувоно VII                                                   | 1877 год—1921 год                                                                                 |                                      |          |
| | Мангкунегаран (протекторат Нидерландов)                          | султан                                                               | Мангкунегара VII                                                     | 1916 год—1944 год                                                                                 |                                      |          |
| | Понтианак (протекторат Нидерландов)                              | Султан                                                               | Мухаммад Алькадри                                                    | 1895 год—1944 год                                                                                 |                                      |          |
| | Саравак (протекторат Великобритании)                             | Раджа                                                                | Чарльз Вайнер Брук                                                   | 1917 год—1946 год                                                                                 |                                      |          |
| | Сиак (протекторат Нидерландов)                                   | Султан                                                               | Зияриф Касим II                                                      | 1915 год—1949 год                                                                                 |                                      |          |
| | Суракарта (протекторат Нидерландов)                              | Сусухунан                                                            | Пакубовоно X                                                         | 1893 год—1939 год                                                                                 |                                      |          |
| | Иран                                                             | Иран                                                                 | Шах                                                                  | Ахмад-шах                                                                                         | 1909 год—1923 год                    |          |
| Премьер-министр                                                                                                   | Иран                                                             | Иран                                                                 | Мирза Хасан-хан Восуг од-Довла Хасан Пирния Фатулла-хан Акбар        | (1916 год—1917 год, 1918 год—1920 год) (1915 год, 1920 год, 1922 год, 1923 год) 1920 год—1921 год |                                      |          |
| | Йеменское королевство                                            | Йеменское королевство                                                | Король                                                               | Яхья бин Мухаммед Хамид-ад-Дин                                                                    | 1918 год—1948 год                    |          |
| | Йеменские султанаты и шейхства (протекторат Великобритании Аден) |                                                                      |                                                                      |                                                                                                   |                                      |          |
| |                                                                  | Алави                                                                | Шейх                                                                 | Али ибн Насир аль-Алави Абд аль-Наби ибн Али аль-Алави                                            | 1898 год—1920 год 1920 год—1925 год  |          |
| | Акраби                                                           | Шейх                                                                 | Аль-Фадль ибн Абдалла аль-Акраби                                     | 1905 год—1940 год                                                                                 |                                      |          |
| | Аудхали                                                          | султан                                                               | Аль-Касим ибн Хамид                                                  | 1900 год—1928 год                                                                                 |                                      |          |
| | Верхний Аулаки                                                   | Султан                                                               | Салих ибн Абдалла                                                    | 1887 год—1935 год                                                                                 |                                      |          |
| | Верхняя Яфа                                                      | Султан                                                               | Салих II бин Умар аль-Хархара                                        | 1919 год—1927 год                                                                                 |                                      |          |
| | Дали                                                             | Эмир                                                                 | Насир I бин Шаиф аль-Амири Хайдара бин Насир аль-Амири               | 1911 год—1920 год 1920 год—1928 год                                                               |                                      |          |
| | Касири                                                           | Султан                                                               | Мансур ибн Галиб                                                     | 1880 год—1929 год                                                                                 |                                      |          |
| | Куайти                                                           | Султан                                                               | Галиб I ибн Авад аль-Куайти                                          | 1909 год—1922 год                                                                                 |                                      |          |
| | Лахедж                                                           | Султан                                                               | Абд аль-Карим II ибн Фадл                                            | 1915 год—1947 год                                                                                 |                                      |          |
| | Мафлахи                                                          | Шейх                                                                 | Абд аль-Рахман ибн Аль-Касим аль-Саккаф Аль-Касим ибн Абд аль-Рахман | 1885 год—1920 год 1920 год—1967 год                                                               |                                      |          |
| | Махра                                                            | Султан                                                               | Абдаллах III бин Иса                                                 | 1907 год—1928 год                                                                                 |                                      |          |
| | Нижний Аулаки                                                    | Султан                                                               | Абу Бакр II ибн Насир аль-Аулаки                                     | 1912 год—1924 год                                                                                 |                                      |          |
| | Нижняя Яфа                                                       | Султан                                                               | Мухсин II ибн Али аль-Афифи                                          | 1916 год—1925 год                                                                                 |                                      |          |
| | Фадли                                                            | Султан                                                               | Хусайн I бин Ахмад                                                   | 1907 год—1924 год                                                                                 |                                      |          |
| | Хаушаби                                                          | Султан                                                               | Али II ибн Мани аль-Хаушаби                                          | 1904 год—1922 год                                                                                 |                                      |          |
| | Шаиб                                                             | Шейх                                                                 | Мутаххар ибн Мани аль-Саклади                                        | 1915 год—1935 год                                                                                 |                                      |          |
| | Камбоджа (протекторат Франции)                                   | Камбоджа (протекторат Франции)                                       | Король                                                               | Сисоват I                                                                                         | 1904 год—1927 год                    |          |
| | Катар (протекторат Великобритании) (протекторат Франции)         | Катар (протекторат Великобритании) (протекторат Франции)             | Эмир                                                                 | Абдаллах бин Джасим Аль Тани                                                                      | 1913 год—1949 год                    |          |
| | Китайская Республика                                             | Китайская Республика                                                 | Президент                                                            | Сюй Шичан                                                                                         | 1918 год—1922 год                    |          |
| Премьер-министр                                                                                                   | Китайская Республика                                             | Китайская Республика                                                 | Цзинь Юньпэн Са Чжэньбин                                             | (1919 год—1920 год, 1920 год—1921 год) 1920 год                                                   |                                      |          |
| | Кувейт (протекторат Великобритании)                              | Кувейт (протекторат Великобритании)                                  | Шейх                                                                 | Салем аль-Мубарак ас-Сабах (Салем I)                                                              | 1917 год—1921 год                    |          |
| | Луангпхабанг (протекторат Франции)                               | Луангпхабанг (протекторат Франции)                                   | Король                                                               | Сисаванг Вонг                                                                                     | 1904 год—1945 год                    |          |
| | Малайские султанаты                                              |                                                                      |                                                                      |                                                                                                   |                                      |          |
| |                                                                  | Джохор                                                               | Султан                                                               | Ибрагим аль Масихур                                                                               | 1895 год—1957 год                    |          |
| | Кедах (протекторат Великобритании)                               | Султан                                                               | Абдул Хамид Халим                                                    | 1881 год—1943 год                                                                                 |                                      |          |
| | Келантан (протекторат Великобритании)                            | Султан                                                               | Мухаммад IV Исмаил ибн Альмархум                                     | 1899 год—1920 год 1920 год—1944 год                                                               |                                      |          |
| | Негери-Сембилан (протекторат Великобритании)                     | Ямтуан бесар                                                         | Мухаммад                                                             | 1888 год—1933 год                                                                                 |                                      |          |
| | Паханг (протекторат Великобритании)                              | Султан                                                               | Абдулла I аль-Мутасим Биллах Шах                                     | 1917 год—1932 год                                                                                 |                                      |          |
| | Перак (протекторат Великобритании)                               | Султан                                                               | Искандар-шах                                                         | 1918 год—1938 год                                                                                 |                                      |          |
| | Перлис (протекторат Великобритании)                              | Раджа                                                                | Алва                                                                 | 1905 год—1943 год                                                                                 |                                      |          |
| | Селангор (протекторат Великобритании)                            | Султан                                                               | Алааддин Сулейман                                                    | 1898 год—1938 год                                                                                 |                                      |          |
| | Тренгану (протекторат Великобритании)                            | Султан                                                               | Мухаммад Шах II Сулайман Бадрул Алам Шах                             | 1918 год—1920 год 1920 год—1942 год                                                               |                                      |          |
| | Мальдивы (протекторат Великобритании)                            | Мальдивы (протекторат Великобритании)                                | султан                                                               | Мухаммад Шамсуддин III                                                                            | 1893 год, 1902 год—1934 год          |          |
| | Монголия                                                         | Монголия                                                             | Богдо-хан                                                            | Богдо-гэгэн VIII                                                                                  | 1911 год—1924 год                    |          |
| Премьер-министр                                                                                                   | Монголия                                                         | Монголия                                                             | Гончигжалцангийн Бадамдорж                                           | 1919 год—1920 год                                                                                 |                                      |          |
| | Непал                                                            | Непал                                                                | Король                                                               | Трибхуван                                                                                         | 1911 год—1955 год                    |          |
| Премьер-министр                                                                                                   | Непал                                                            | Непал                                                                | Чандра Шамшер Рана                                                   | 1901 год—1929 год                                                                                 |                                      |          |
| | Неджд и Хаса                                                     | Неджд и Хаса                                                         | Эмир                                                                 | Абдул-Азиз Аль Сауд                                                                               | 1902 год—1926 год                    |          |
| | Оман (протекторат Великобритании)                                | Оман (протекторат Великобритании)                                    | Султан                                                               | Теймур бин Фейсал                                                                                 | 1913 год—1932 год                    |          |
| | Османская империя                                                | Османская империя                                                    | Султан                                                               | Мехмед VI                                                                                         | 1918 год—1922 год                    |          |
| Великое национальное собрание Турции                                                                              | Великое национальное собрание Турции                             | Председатель Великого Национального Собрания Турции                  | Мустафа Кемаль                                                       | 1920 год—1923 год                                                                                 |                                      |          |
| Великое национальное собрание Турции                                                                              | Великое национальное собрание Турции                             | Премьер-министр правительства Великого Национального Собрания Турции | Мустафа Кемаль                                                       | 1920 год—1921 год                                                                                 |                                      |          |
| | Сиам (Раттанакосин)                                              | Сиам (Раттанакосин)                                                  | Король                                                               | Рама VI (Вачиравуд)                                                                               | 1910 год—1925 год                    |          |
| | Сикким (протекторат Великобритании)                              | Сикким (протекторат Великобритании)                                  | Чогьял                                                               | Таши Намгьял                                                                                      | 1914 год—1963 год                    |          |
| | Сирия                                                            | Сирия                                                                | Король                                                               | Фейсал I                                                                                          | 1920 год                             |          |
| В 1920 году королевство ликвидировано Францией, на его территории сформирован Французский мандат в Сирии и Ливане | Сирия                                                            | Сирия                                                                |                                                                      |                                                                                                   |                                      |          |
| | Тибет (протекторат Китайской Республики)                         | Тибет (протекторат Китайской Республики)                             | далай-лама                                                           | Тхуптэн Гьяцо (Далай-лама XIII)                                                                   | 1879 год—1933 год                    |          |
| | Хивинское ханство (Хорезм)                                       | Хивинское ханство (Хорезм)                                           | Хан                                                                  | Саид Абдулла                                                                                      | 1918 год—1920 год                    |          |
| В 1920 году ханство ликвидировано; на его территории образована Хорезмская Социалистическая Советская Республика  | Хивинское ханство (Хорезм)                                       | Хивинское ханство (Хорезм)                                           |                                                                      |                                                                                                   |                                      |          |
| Хорезмская Социалистическая Советская Республика                                                                  | Хорезмская Социалистическая Советская Республика                 | Председатель Ассамблеи народных представителей                       | Хаджи Похлавон Нийяз Юсуф                                            | 1920 год—1921 год                                                                                 |                                      |          |
| Хорезмская Социалистическая Советская Республика                                                                  | Хорезмская Социалистическая Советская Республика                 | Председатель Совета Народных Назиров                                 | Мухаммед Салимоглу                                                   | 1920 год—1921 год                                                                                 |                                      |          |
| | Хиджаз                                                           | Хиджаз                                                               | Король                                                               | Хусейн ибн Али аль-Хашими                                                                         | 1916 год—1924 год                    |          |
| | Япония                                                           | Япония                                                               | Император                                                            | Ёсихито (император Тайсё)                                                                         | 1912 год—1926 год                    |          |
| Премьер-министр                                                                                                   | Япония                                                           | Япония                                                               | Хара Такаси                                                          | 1918 год—1921 год                                                                                 |                                      |          |

## Африка
| Флаг | Страна                                  | Страна                                  | Должность                                  | Имя                                                                         | Начало и конец срока                | Фото |
| --- | --------------------------------------- | --------------------------------------- | ------------------------------------------ | --------------------------------------------------------------------------- | ----------------------------------- | ---- |
| | Аусса                                   | Аусса                                   | султан                                     | Яйо ибн Мухаммад                                                            | 1902 год—1927 год                   |      |
| | Буганда (протекторат Великобритании)    | Буганда (протекторат Великобритании)    | кабака                                     | Дауди Чва II                                                                | 1897 год—1939 год                   |      |
| | Бурунди (протекторат Бельгии)           | Бурунди (протекторат Бельгии)           | Мвами (король)                             | Мвамбутса IV                                                                | 1915 год—1966 год                   |      |
| | Варсангали (протекторат Великобритании) | Варсангали (протекторат Великобритании) | султан                                     | Мухаммад Али Шир                                                            | 1897 год—1920 год                   |      |
| В 1920 году султанат ликвидирован, территория разделена между протекторатом Британское Сомали и колонией Итальянское Сомали; султанат сохранился как церемониальный | Варсангали (протекторат Великобритании) | Варсангали (протекторат Великобритании) |                                            |                                                                             |                                     |      |
| | Дервишей государство                    | Дервишей государство                    | Эмир                                       | Саид Мохаммед Абдилле Хасан                                                 | 1899 год—1920 год                   |      |
| В 1920 году ликвидировано, территория вошла в протекторат Британское Сомали                                                                                         | Дервишей государство                    | Дервишей государство                    |                                            |                                                                             |                                     |      |
| | Джимма                                  | Джимма                                  | король                                     | Абба Джифар II                                                              | 1878 год—1932 год                   |      |
| | Египет (протекторат Великобритании)     | Египет (протекторат Великобритании)     | Султан                                     | Фуад I                                                                      | 1917 год—1922 год                   |      |
| Премьер-министр | Египет (протекторат Великобритании)     | Египет (протекторат Великобритании)     | Юсеф Вахба-паша Мухаммед Тауфик Назим-паша | 1919 год—1920 год (1920 год—1921 год, 1922 год—1923 год, 1934 год—1936 год) |                                     |      |
| | Занзибар (протекторат Великобритании)   | Занзибар (протекторат Великобритании)   | Султан                                     | Халифа ибн Харуб                                                            | 1911 год—1960 год                   |      |
| | Либерия                                 | Либерия                                 | Президент                                  | Даниел Говард Чарльз Данбэр Кинг                                            | 1912 год—1920 год 1920 год—1930 год |      |
| | Маджиртин (протекторат Италии)          | Маджиртин (протекторат Италии)          | султан                                     | Кисмаан II Осман Махмуд                                                     | 1860 год—1927 год                   |      |
| | Марокко (протекторат Франции)           | Марокко (протекторат Франции)           | Султан                                     | Мулай Юсуф                                                                  | 1912 год—1927 год                   |      |
| | Руанда (протекторат Бельгии)            | Руанда (протекторат Бельгии)            | мвами                                      | Юхи V                                                                       | 1896 год—1931 год                   |      |
| | Салум (протекторат Франции)             | Салум (протекторат Франции)             | маад                                       | Маава Сему Диуф                                                             | 1919 год—1935 год                   |      |
| | Свазиленд (протекторат Великобритании)  | Свазиленд (протекторат Великобритании)  | нгвеньяма (король)                         | Собуза II                                                                   | 1899 год—1982 год                   |      |
| | Триполитанская республика               | Триполитанская республика               | Председатель Республиканского совета       | Ахмад Тахир аль-Мурайид                                                     | 1918 год—1922 год                   |      |
| | Тунис (протекторат Франции)             | Тунис (протекторат Франции)             | Бей                                        | Мухаммад V ан-Насир                                                         | 1906 год—1922 год                   |      |
| | Эфиопия                                 | Эфиопия                                 | Императрица                                | Заудиту                                                                     | 1916 год—1930 год                   |      |
| Премьер-министр | Эфиопия                                 | Эфиопия                                 | Хабте Гиоргис Динагде                      | 1909 год—1927 год                                                           |                                     |      |
| | Южно-Африканский Союз                   | Южно-Африканский Союз                   | Король                                     | Георг VI                                                                    | 1910 год—1936 год                   |      |
| Генерал-губернатор | Южно-Африканский Союз                   | Южно-Африканский Союз                   | Сидней Баксон Артур Коннаутский            | 1914 год—1920 год 1920 год—1924 год                                         |                                     |      |
| Премьер-министр | Южно-Африканский Союз                   | Южно-Африканский Союз                   | Ян Смэтс                                   | 1919 год—1924 год, 1939 год—1948 год                                        |                                     |      |

## Европа
| Флаг                                                                                     | Страна                                                             | Страна                                                             | Должность | Имя | Начало и конец срока                                                                    | Фото |
| ---------------------------------------------------------------------------------------- | ------------------------------------------------------------------ | ------------------------------------------------------------------ | --- | --- | --------------------------------------------------------------------------------------- | ---- |
|                                                                                          | Азербайджанская Демократическая Республика                         | Азербайджанская Демократическая Республика                         | Председатель Совета министров | Насиб-бек Усуббеков | 1919 год—1920 год                                                                       |      |
| В 1920 году упразднена, образована Азербайджанская Советская Социалистическая Республика | Азербайджанская Демократическая Республика                         | Азербайджанская Демократическая Республика                         | | |                                                                                         |      |
| Азербайджанская Советская Социалистическая Республика                                    | Азербайджанская Советская Социалистическая Республика              | Председатель Совета Народных Комиссаров                            | Нариман Нариманов | 1920 год—1922 год |                                                                                         |      |
| Азербайджанская Советская Социалистическая Республика                                    | Азербайджанская Советская Социалистическая Республика              | Председатель Президиума ЦК Азербайджанской Коммунистической партии | Мирза Гусейнов Виктор Нанейшвили Елена Стасова Владимир Думбадзе Григорий Каминский                                                                 | 1920 год 1920 год 1920 год—1921 год |                                                                                         |      |
|                                                                                          | Албания                                                            | Албания                                                            | Премьер-министр | Турхан-паша Пермети Сулейман-бей Дельвина Илиаз Бей Вриони | (1914 год, 1918 год—1920 год) 1920 год (1920 год—1921 год, 1924 год, 1924 год—1925 год) |      |
| Флаг Андорры                                                                             | Андорра                                                            | Андорра                                                            | Соправители | Раймон Пуанкаре Поль Дешанель Александр Мильеран, Президент Франции | 1913 год—1920 год 1920 год 1920 год—1924 год                                            |      |
| Флаг Андорры                                                                             | Андорра                                                            | Андорра                                                            | Соправители | Хусти Гвитарт-и-Вилардево, Епископ Урхельский | 1920 год—1940 год                                                                       |      |
|                                                                                          | Республика Армения                                                 | Республика Армения                                                 | Премьер-министр | Александр Хатисян Амазасп Оганджанян Симон Врацян | 1919 год—1920 год 1920 год 1920 год                                                     |      |
| В 1920 году упразднена, образована Социалистическая Советская Республика Армения         | Республика Армения                                                 | Республика Армения                                                 | | |                                                                                         |      |
| Социалистическая Советская Республика Армения                                            | Социалистическая Советская Республика Армения                      | Председатель Военного революционного комитета                      | Саркис Касьян | 1920 год—1921 год |                                                                                         |      |
| Социалистическая Советская Республика Армения                                            | Социалистическая Советская Республика Армения                      | Первый секретарь ЦК Коммунистической партии Армении                | Геворк Алиханян | 1920 год—1921 год |                                                                                         |      |
|                                                                                          | Социалистическая Советская Республика Белоруссия                   | Социалистическая Советская Республика Белоруссия                   | Председатель ЦИК | Александр Червяков | 1920 год—1937 год                                                                       |      |
| Председатель Совета народных комиссаров                                                  | Социалистическая Советская Республика Белоруссия                   | Социалистическая Советская Республика Белоруссия                   | Александр Червяков | 1920 год—1924 год |                                                                                         |      |
| Секретарь ЦК Коммунистической партии Белоруссии                                          | Социалистическая Советская Республика Белоруссия                   | Социалистическая Советская Республика Белоруссия                   | Ефим Генкин Вильгельм Кнорин | 1920 год—1921 год 1920 год—1922 год |                                                                                         |      |
| Флаг Бельгии                                                                             | Бельгия                                                            | Бельгия                                                            | Король | Альберт I | 1909 год—1934 год                                                                       |      |
| Флаг Бельгии                                                                             | Бельгия                                                            | Бельгия                                                            | Премьер-министр | Леон Делакруа Анри Картон де Виар | 1918 год—1920 год 1920 год—1921 год                                                     |      |
|                                                                                          | Болгария                                                           | Болгария                                                           | Царь | Борис III | 1918 год—1943 год                                                                       |      |
| Премьер-министр                                                                          | Болгария                                                           | Болгария                                                           | Александр Стамболийский | 1919 год—1923 год |                                                                                         |      |
|                                                                                          | Великобритания и Ирландия                                          | Великобритания и Ирландия                                          | Король | Георг V | 1910 год—1936 год                                                                       |      |
| Премьер-министр                                                                          | Великобритания и Ирландия                                          | Великобритания и Ирландия                                          | Дэвид Ллойд Джордж | 1916 год—1922 год |                                                                                         |      |
|                                                                                          | Венгерская республика                                              | Венгерская республика                                              | Премьер-министр | Карой Хусар | 1919 год—1920 год                                                                       |      |
| В 1920 году республика упразднена, образована Королевство Венгрия                        | Венгерская республика                                              | Венгерская республика                                              | | |                                                                                         |      |
| Королевство Венгрия                                                                      | Королевство Венгрия                                                | Регент                                                             | Миклош Хорти | 1920 год—1944 год |                                                                                         |      |
| Королевство Венгрия                                                                      | Королевство Венгрия                                                | Премьер-министр                                                    | Карой Хусар Шандор Шимоньи-Шемадам Пал Телеки | 1920 год 1920 год (1920 год—1921 год, 1939 год—1941 год) |                                                                                         |      |
|                                                                                          | Галицкая социалистическая советская республика                     | Галицкая социалистическая советская республика                     | Председтаель революционного комитета | Владимир Затонский | 1920 год                                                                                |      |
| В 1920 году ликвидирована                                                                | Галицкая социалистическая советская республика                     | Галицкая социалистическая советская республика                     | | |                                                                                         |      |
| Флаг Австрии                                                                             | Германская Австрия                                                 | Германская Австрия                                                 | Федеральный президент | Карл Зейц Михаэль Хайниш | 1918 год—1920 год 1920 год—1928 год                                                     |      |
| Флаг Австрии                                                                             | Германская Австрия                                                 | Германская Австрия                                                 | Федеральный канцлер | Карл Реннер Михаэль Майр | (1918 год—1920 год, 1945 год) 1920 год—1921 год                                         |      |
|                                                                                          | Германское государство (Веймарская республика)                     | Германское государство (Веймарская республика)                     | Рейхспрезидент | Фридрих Эберт | 1919 год—1925 год                                                                       |      |
| Рейхсканцлер                                                                             | Германское государство (Веймарская республика)                     | Германское государство (Веймарская республика)                     | Густав Бауэр Герман Мюллер Константин Ференбах | 1919 год—1920 год (1920 год, 1928 год—1930 год) 1920 год—1921 год |                                                                                         |      |
|                                                                                          | Греция                                                             | Греция                                                             | Король | Александр I Константин I | 1917 год—1920 год (1913 год—1917 год, 1920 год—1922 год)                                |      |
| Премьер-министр                                                                          | Греция                                                             | Греция                                                             | Элефтериос Венизелос Димитриос Раллис | (1910 год—1915 год, 1915 год, 1917 год—1920 год, 1924 год, 1928 год—1932 год, 1932 год, 1933 год) (1897 год, 1903 год, 1905 год, 1909 год, 1920 год—1921 год)                             |                                                                                         |      |
|                                                                                          | Грузинская демократическая республика                              | Грузинская демократическая республика                              | Председатель правительства | Ной Жордания | 1918 год—1921 год                                                                       |      |
|                                                                                          | Дальневосточная республика                                         | Дальневосточная республика                                         | Председатель Правительства | Александр Краснощеков | 1920 год—1921 год                                                                       |      |
| Председатель Совета министров                                                            | Дальневосточная республика                                         | Дальневосточная республика                                         | Александр Краснощеков Борис Шумяцкий | 1920 год 1920 год—1921 год |                                                                                         |      |
| Флаг Дании                                                                               | Дания                                                              | Дания                                                              | Король | Кристиан X | 1912 год—1947 год                                                                       |      |
| Флаг Дании                                                                               | Дания                                                              | Дания                                                              | Премьер-министр | Карл Теодор Сале Карл Отто Лиэбе Михаэль Петерсен Фриис Нильс Томасиус Неергорд | (1909 год—1910 год, 1913 год—1920 год) 1920 год 1920 год—1924 год                       |      |
|                                                                                          | Ирландская Республика                                              | Ирландская Республика                                              | Президент | Имон де Валера | 1919 год—1922 год                                                                       |      |
|                                                                                          | Исландия                                                           | Исландия                                                           | Король | Кристиан X | 1918 год—1944 год                                                                       |      |
| Премьер-министр                                                                          | Исландия                                                           | Исландия                                                           | Йоун Магнуссон | 1918 год—1922 год, 1924 год—1926 год |                                                                                         |      |
|                                                                                          | Испания                                                            | Испания                                                            | Король | Альфонсо XIII | 1886 год—1931 год                                                                       |      |
| Премьер-министр                                                                          | Испания                                                            | Испания                                                            | Мануэль Альендесаласар Эдуардо Дато | (1919 год—1920 год, 1921 год) (1913 год—1915 год, 1917 год, 1920 год—1921 год) |                                                                                         |      |
|                                                                                          | Италия                                                             | Италия                                                             | Король | Виктор Эммануил III | 1900 год—1946 год                                                                       |      |
| Премьер-министр                                                                          | Италия                                                             | Италия                                                             | Франческо Нитти Джованни Джолитти | 1919 год—1920 год (1892 год—1893 год, 1903 год—1905 год, 1906 год—1909 год, 1911 год—1914 год, 1920 год—1921 год)                                                                         |                                                                                         |      |
|                                                                                          | Карелия — Северо-Карельское государство (непризнанное государство) | Карелия — Северо-Карельское государство (непризнанное государство) | Председатель Временного правительства | С. А. Тихонов | 1919 год—1920 год                                                                       |      |
| В 1920 году ликвидирована                                                                | Карелия — Северо-Карельское государство (непризнанное государство) | Карелия — Северо-Карельское государство (непризнанное государство) | | |                                                                                         |      |
|                                                                                          | Кубанская народная республика                                      | Кубанская народная республика                                      | Атаман | Николай Букретов | 1919 год—1920 год                                                                       |      |
| Глава правительства                                                                      | Кубанская народная республика                                      | Кубанская народная республика                                      | Павел Курганский Филипп Сушков Василий Иванис | 1919 год (1918 год—1919 год, 1919 год—1920 год) 1920 год |                                                                                         |      |
| В 1920 году ликвидирована                                                                | Кубанская народная республика                                      | Кубанская народная республика                                      | | |                                                                                         |      |
|                                                                                          | Латвийская Республика                                              | Латвийская Республика                                              | Председатель Народного Совета | Янис Чаксте | 1918 год—1920 год                                                                       |      |
| Председатель Учредительного собрания                                                     | Латвийская Республика                                              | Латвийская Республика                                              | Янис Чаксте | 1920 год—1922 год |                                                                                         |      |
| Премьер-министр                                                                          | Латвийская Республика                                              | Латвийская Республика                                              | Карлис Улманис | 1920 год—1921 год, 1925 год—1926 год, 1931 год, 1934 год—1940 год |                                                                                         |      |
| Латвийская социалистическая советская республика                                         | Латвийская социалистическая советская республика                   | Председатель Совета народных комиссаров                            | Пётр Стучка | 1918 год—1920 год |                                                                                         |      |
| Латвийская социалистическая советская республика                                         | Латвийская социалистическая советская республика                   | В 1920 году ликвидирована                                          | | |                                                                                         |      |
|                                                                                          | Литва                                                              | Литва                                                              | Президент | Антанас Сметона Александрас Стульгинскис | (1919 год—1920 год, 1926 год—1940 год) 1920 год—1926 год                                |      |
| Премьер-министр                                                                          | Литва                                                              | Литва                                                              | Эрнестас Галванаускас Казис Гринюс | (1919 год—1920 год, 1922 год—1924 год) 1920 год—1922 год |                                                                                         |      |
|                                                                                          | Лихтенштейн                                                        | Лихтенштейн                                                        | Князь | Иоганн II | 1858 год—1929 год                                                                       |      |
| Флаг Люксембурга                                                                         | Люксембург                                                         | Люксембург                                                         | Великая герцогиня | Шарлотта | 1919 год—1964 год                                                                       |      |
| Флаг Люксембурга                                                                         | Люксембург                                                         | Люксембург                                                         | Премьер-министр | Эмиль Ройтер | 1918 год—1925 год                                                                       |      |
| Флаг Монако                                                                              | Монако                                                             | Монако                                                             | Князь | Альбер I | 1889 год—1922 год                                                                       |      |
| Флаг Монако                                                                              | Монако                                                             | Монако                                                             | Премьер-министр | Раймон Ле Бурдон | 1919 год—1923 год                                                                       |      |
| Флаг Нидерландов                                                                         | Нидерланды                                                         | Нидерланды                                                         | Королева | Вильгельмина | 1890 год—1948 год                                                                       |      |
| Флаг Нидерландов                                                                         | Нидерланды                                                         | Нидерланды                                                         | Премьер-министр | Шарль Рёйс де Беренбрук | 1918 год—1925 год, 1929 год—1933 год                                                    |      |
| Флаг Норвегии                                                                            | Норвегия                                                           | Норвегия                                                           | Король | Хокон VII | 1905 год—1957 год                                                                       |      |
| Флаг Норвегии                                                                            | Норвегия                                                           | Норвегия                                                           | Премьер-министр | Онон Гунериус Кнудсен Отто Бар Хальворсен | (1908 год—1910 год, 1913 год—1920 год) (1920 год—1921 год, 1923 год)                    |      |
| Флаг Польши                                                                              | Польша                                                             | Польша                                                             | Начальник государства | Юзеф Пилсудский | 1918 год—1922 год                                                                       |      |
| Флаг Польши                                                                              | Польша                                                             | Польша                                                             | Премьер-министр | Леопольд Скулский Владислав Грабский Винценты Витос | 1919 год—1920 год (1920 год, 1923 год—1925 год) (1920 год—1921 год, 1923 год, 1926 год) |      |
|                                                                                          | Португалия                                                         | Португалия                                                         | Президент | Антониу Жозе де Алмейда | 1919 год—1923 год                                                                       |      |
| Премьер-министр                                                                          | Португалия                                                         | Португалия                                                         | Алфреду Эрнешту де Са Кардозу Домингуш Лейте Перейра Антониу Мария Баптишта Жозе Рамуш Прету Антониу Мария да Силва Алвару де Каштру Либерату Пинту | 1919 год—1920 год (1919 год, 1920 год, 1925 год) 1920 год (1920 год, 1922 год—1923 год, 1950 год, 1925 год—1926 год) (1920 год, 1921 год) (1920 год, 1923 год—1924 год) 1920 год—1921 год |                                                                                         |      |
|                                                                                          | Российская Социалистическая Федеративная Советская Республика      | Российская Социалистическая Федеративная Советская Республика      | Председатель ВЦИК | Михаил Калинин | 1919 год—1938 год                                                                       |      |
| Председатель Совета народных комиссаров                                                  | Российская Социалистическая Федеративная Советская Республика      | Российская Социалистическая Федеративная Советская Республика      | Владимир Ленин | 1917 год—1924 год |                                                                                         |      |
| Российское государство                                                                   | Российское государство                                             | Верховный правитель России                                         | Александр Колчак | 1918 год—1920 год |                                                                                         |      |
| Российское государство                                                                   | Российское государство                                             | Председатель Совета министров                                      | Виктор Пепеляев | 1919 год—1920 год |                                                                                         |      |
| Российское государство                                                                   | Российское государство                                             | Главнокомандующий Вооружёнными Силами Юга России                   | Антон Деникин Пётр Врангель | 1919 год—1920 год 1920 год |                                                                                         |      |
| Российское государство                                                                   | Российское государство                                             | Председатель правительства Юга России                              | Александр Кривошеин | 1920 год |                                                                                         |      |
| Российское государство                                                                   | Российское государство                                             | В 1920 году ликвидировано                                          | | |                                                                                         |      |
| Российская восточная окраина                                                             | Российская восточная окраина                                       | Командующий войсками                                               | Григорий Семёнов | 1920 год |                                                                                         |      |
| Российская восточная окраина                                                             | Российская восточная окраина                                       | Председатель правительства                                         | Сергей Таскин | 1920 год |                                                                                         |      |
| Российская восточная окраина                                                             | Российская восточная окраина                                       | В 1920 году вошла в состав Дальневосточной Республики              | | |                                                                                         |      |
|                                                                                          | Алашская автономия                                                 | Председатель правительства                                         | Алихан Букейханов | 1917 год—1920 год |                                                                                         |      |
| В 1920 году ликвидирована                                                                | Алашская автономия                                                 |                                                                    | | |                                                                                         |      |
|                                                                                          | Румыния                                                            | Румыния                                                            | Король | Фердинанд I | 1914 год—1927 год                                                                       |      |
| Премьер-министр                                                                          | Румыния                                                            | Румыния                                                            | Александру Вайда-Воевод Александру Авереску | (1919 год—1920 год, 1932 год, 1933 год) (1918 год, 1920 год—1921 год, 1926 год—1927 год)                                                                                                  |                                                                                         |      |
|                                                                                          | Русская народная республика лемков                                 | Русская народная республика лемков                                 | Президент | Ярослав Качмарчик | 1918 год—1920 год                                                                       |      |
| В 1920 году ликвидирована                                                                | Русская народная республика лемков                                 | Русская народная республика лемков                                 | | |                                                                                         |      |
| Флаг Сан-Марино                                                                          | Сан-Марино                                                         | Сан-Марино                                                         | Капитаны-регенты | Моро Морри и Франческо Паскуали Марино Росси и Чиро Франчини Карло Бальсимелли и Симоне Микелотти                                                                                         | 1910 год—1920 год 1920 год 1920 год—1921 год                                            |      |
|                                                                                          | Святой Престол                                                     | Святой Престол                                                     | Папа | Бенедикт XV | 1914 год—1922 год                                                                       |      |
|                                                                                          | Северо-Кавказский эмират (протекторат Османской империи)           | Северо-Кавказский эмират (протекторат Османской империи)           | Эмир | Узун-Хаджи Дервиш Мухаммад | 1919 год—1920 год 1920 год                                                              |      |
| В 1920 году ликвидирован                                                                 | Северо-Кавказский эмират (протекторат Османской империи)           | Северо-Кавказский эмират (протекторат Османской империи)           | | |                                                                                         |      |
|                                                                                          | Королевство сербов, хорватов и словенцев                           | Королевство сербов, хорватов и словенцев                           | Король | Пётр I Карагеоргиевич | 1918 год—1921 год                                                                       |      |
| Премьер-министр                                                                          | Королевство сербов, хорватов и словенцев                           | Королевство сербов, хорватов и словенцев                           | Любомир Давидович Стоян Протич Миленко Веснич | (1919 год—1920 год, 1924 год) (1918 год—1919 год, 1920 год) 1920 год—1921 год |                                                                                         |      |
|                                                                                          | Украинская Народная Республика                                     | Украинская Народная Республика                                     | Председатель Директории | Симон Петлюра | 1919 год—1920 год                                                                       |      |
| Председатель Совета министров                                                            | Украинская Народная Республика                                     | Украинская Народная Республика                                     | Исаак Мазепа Вячеслав Прокопович | 1919 год—1920 год 1920 год |                                                                                         |      |
| В 1920 году упразднена, образована Украинская Советская Социалистическая Республика      | Украинская Народная Республика                                     | Украинская Народная Республика                                     | | |                                                                                         |      |
| Украинская Советская Социалистическая Республика                                         | Украинская Советская Социалистическая Республика                   | Председатель ЦИК                                                   | Григорий Петровский | 1920 год—1938 год |                                                                                         |      |
| Украинская Советская Социалистическая Республика                                         | Украинская Советская Социалистическая Республика                   | Председатель Совета Народных Комиссаров                            | Христиан Раковский | 1920 год—1923 год |                                                                                         |      |
| Украинская Советская Социалистическая Республика                                         | Украинская Советская Социалистическая Республика                   | Секретарь ЦК Коммунистической партии Украины                       | Станислав Косиор Вячеслав Молотов | 1919 год—1920 год 1920 год—1921 год |                                                                                         |      |
|                                                                                          | Финляндия                                                          | Финляндия                                                          | Президент | Каарло Юхо Стольберг | 1919 год—1925 год                                                                       |      |
| Премьер-министр                                                                          | Финляндия                                                          | Финляндия                                                          | Юхо Веннола Рафаэль Эрих | (1919 год—1920 год, 1921 год—1922 год) 1920 год—1921 год |                                                                                         |      |
|                                                                                          | Республика Фиуме                                                   | Республика Фиуме                                                   | Регент | Габриеле Д’Аннунцио | 1920 год                                                                                |      |
| В 1920 году ликвидирована                                                                | Республика Фиуме                                                   | Республика Фиуме                                                   | | |                                                                                         |      |
|                                                                                          | Франция                                                            | Франция                                                            | Президент | Раймон Пуанкаре Поль Дешанель Александр Мильеран | 1913 год—1920 год 1920 год 1920 год—1924 год                                            |      |
| Премьер-министр                                                                          | Франция                                                            | Франция                                                            | Жорж Клемансо Александр Мильеран Жорж Лейг | 1917 год—1920 год 1920 год 1920 год—1921 год |                                                                                         |      |
|                                                                                          | Чехословакия                                                       | Чехословакия                                                       | Президент | Томаш Масарик | 1918 год—1935 год                                                                       |      |
| Премьер-министр                                                                          | Чехословакия                                                       | Чехословакия                                                       | Властимил Тусар Ян Черный | 1919 год—1920 год (1920 год—1921 год, 1926 год) |                                                                                         |      |
| Флаг Швейцарии                                                                           | Швейцария                                                          | Швейцария                                                          | Президент | Джузеппе Мотта | 1915 год, 1920 год, 1927 год, 1932 год, 1937 год                                        |      |
|                                                                                          | Швеция                                                             | Швеция                                                             | Король | Густав V | 1907 год—1950 год                                                                       |      |
| Премьер-министр                                                                          | Швеция                                                             | Швеция                                                             | Нильс Эден Карл Брантинг Герхард де Гер | 1917 год—1920 год (1920 год, 1921 год—1923 год, 1924 год—1925 год) 1920 год—1921 год |                                                                                         |      |
|                                                                                          | Эстонская Республика                                               | Эстонская Республика                                               | Государственный старейшина | Антс Пийп | 1920 год—1921 год                                                                       |      |
| Премьер-министр                                                                          | Эстонская Республика                                               | Эстонская Республика                                               | Яан Тыниссон Адо Бирк Антс Пийп | (1919 год—1920 год, 1920 год) 1920 год 1920 год |                                                                                         |      |

## Океания
| Флаг                | Страна                             | Должность                           | Имя                                 | Начало и конец срока                | Фото |
| ------------------- | ---------------------------------- | ----------------------------------- | ----------------------------------- | ----------------------------------- | ---- |
|                     | Австралия                          | Король                              | Георг V                             | 1910 год—1936 год                   |      |
| Генерал-губернатор  | Австралия                          | Роналд Мунро-Фергюсон Генри Форстер | 1914 год—1920 год 1920 год—1925 год |                                     |      |
| Премьер-министр     | Австралия                          | Уильям Моррис Хьюз                  | 1915 год—1923 год                   |                                     |      |
| Флаг Новой Зеландии | Новая Зеландия                     | Король                              | Георг V                             | 1910 год—1936 год                   |      |
| Флаг Новой Зеландии | Новая Зеландия                     | Генерал-губернатор                  | Артур Фулджем Джон Рашуорт Джеллико | 1912 год—1920 год 1920 год—1924 год |      |
| Флаг Новой Зеландии | Новая Зеландия                     | Премьер-министр                     | Уильям Мэсси                        | 1912 год—1925 год                   |      |
| Флаг Тонги          | Тонга (протекторат Великобритании) | Королева                            | Салоте Тупоу III                    | 1918 год—1965 год                   |      |
| Флаг Тонги          | Тонга (протекторат Великобритании) | Премьер                             | Тевита Туʻивакано                   | 1912 год—1923 год                   |      |

## Северная и Центральная Америка
| Флаг               | Страна                    | Должность                      | Имя                                                     | Начало и конец срока                                               | Фото |
| ------------------ | ------------------------- | ------------------------------ | ------------------------------------------------------- | ------------------------------------------------------------------ | ---- |
|                    | Гаити                     | Президент                      | Филипп Сюдре Дартигенав                                 | 1915 год—1922 год                                                  |      |
| Флаг Гватемалы     | Гватемала                 | Президент                      | Мануэль Эстрада Кабрера Карлос Эррера-и-Луна            | 1898 год—1920 год 1920 год—1921 год                                |      |
| Флаг Гондураса     | Гондурас                  | Президент                      | Франсиско Богран Бараона Рафаэль Лопес Гутьеррес        | 1919 год—1920 год 1920 год—1924 год                                |      |
|                    | Канада                    | Король                         | Георг V                                                 | 1910 год—1936 год                                                  |      |
| Генерал-губернатор | Канада                    | Виктор Кавендиш                | 1916 год—1921 год                                       |                                                                    |      |
| Премьер-министр    | Канада                    | Роберт Лэрд Борден Артур Мейен | 1911 год—1920 год (1920 год—1921 год, 1926 год)         |                                                                    |      |
|                    | Коста-Рика                | Президент                      | Франсиско Агилар Баркеро Хулио Акоста Гарсиа            | 1919 год—1920 год 1920 год—1924 год                                |      |
|                    | Куба                      | Президент                      | Марио Гарсиа Менокаль                                   | 1913 год—1921 год                                                  |      |
|                    | Мексика                   | Президент                      | Венустиано Карранса Адольфо де ла Уэрта Альваро Обрегон | 1917 год—1920 год 1920 год 1920 год—1924 год                       |      |
|                    | Никарагуа                 | Президент                      | Эмилиано Чаморро Варгас                                 | 1917 год—1921 год, 1926 год                                        |      |
|                    | Панама                    | Президент                      | Белисарио Поррас Эрнесто Тисдель (и. о.)                | (1912 год—1916 год, 1918 год—1920 год, 1920 год—1924 год) 1920 год |      |
| Флаг Сальвадора    | Сальвадор                 | Президент                      | Хорхе Мелендес                                          | 1919 год—1923 год                                                  |      |
|                    | Соединённые Штаты Америки | Президент                      | Вудро Вильсон                                           | 1913 год—1921 год                                                  |      |

## Южная Америка
| Флаг           | Страна    | Должность | Имя                                                        | Начало и конец срока                                               | Фото |
| -------------- | --------- | --------- | ---------------------------------------------------------- | ------------------------------------------------------------------ | ---- |
| Флаг Аргентины | Аргентина | Президент | Иполито Иригойен                                           | 1916 год—1922 год, 1928 год—1930 год                               |      |
| Флаг Боливии   | Боливия   | Президент | Хосе Гутьеррес Герра Роза Баутиста Саавеедра (глава хунты) | 1917 год—1920 год 1920 год—1921 год                                |      |
|                | Бразилия  | Президент | Эпитасиу Песоа                                             | 1919 год—1923 год                                                  |      |
|                | Венесуэла | Президент | Викторино Маркес Бустильос                                 | 1914 год—1922 год                                                  |      |
| Флаг Колумбии  | Колумбия  | Президент | Марко Фидель Суарес                                        | 1918 год—1921 год                                                  |      |
|                | Парагвай  | Президент | Хосе Педро Монтеро Мануэль Гондра                          | 1919 год—1920 год (1910 год—1911 год, 1920 год—1921 год)           |      |
|                | Перу      | Президент | Аугусто Легия                                              | 1908 год—1912 год, 1919 год—1930 год                               |      |
| Флаг Уругвая   | Уругвай   | Президент | Бальтасар Брум                                             | 1919 год—1923 год                                                  |      |
| Флаг Чили      | Чили      | Президент | Хуан Луис Санфуэнтес Артуро Алессандри                     | 1915 год—1920 год (1920 год—1924 год, 1925 год, 1932 год—1937 год) |      |
| Флаг Эквадора  | Эквадор   | Президент | Альфредо Бакерисо Хосе Луис Тамайо                         | (1912 год, 1916 год—1920 год, 1931 год—1932 год) 1920 год—1924 год |      |

## Комментарии
1. ↑  Эмир с 1910 года, генерал-адъютант русской армии. 23 августа 1920 года Бухарская коммунистическая партия начала антиправительственное восстание, 28 августа на территорию эмирата вступили части Туркестанского фронта Красной армии. Ночью на 31 августа бежал из Бухары в г. Гыдж-Дуван, затем в Афганистан. Жил в эмиграции, торговал каракулем, поддерживал повстанческое басмаческое движение. Скончался в Кабуле в 1944 году в возрасте 64 лет.
2. ↑  Один из лидеров джангелийского повстанческого движения. Возраст — ок. 40 лет. Изучал ислам, бросил учёбу в после начала Контитуционалистской революции в 1906 году. Участник восстания 1908 года, был ранен, лечился в Баку и Тифлисе. Вернувшись в Персию продолжил вооружённую борьбу с правительством.
3. ↑  Убит двоюродным братом Абдаллахом бин Талалом в Хаиле в возрасте ок. 35 лет.
4. ↑  Сын 7-го эмира Хамуда ибн Митаба ар-Рашида. Возведён на престол в возрасте 13 лет.
5. ↑  Представитель Конституционалистского движения. В 1922 году вновь возглавил правительство.
6. ↑  Независимый. С 1900 года руководил таможнями в Гиляне, Хорасане и Мазендеране. В первом парламентском правительстве (1906) занял пост министра почт и телеграфа. После переворота 1908 года сослан в Мазендеран. Восстановлен на посту, был министром юстиции, министром внутренних дел (1916), военным министром (1919).
7. ↑  Военный, генерал, ставленник Аньхойской клики. Ушёл в отставку по состоянию здоровья после конфликта с лидерами клики.
8. ↑  Восстановлен на посту после разгрома Аньхойской клики.
9. ↑  Военный, адмирал, заместитель премьер-министра. Исполнял обязанности главы правительства. Возраст — 61 год. Окончил Военно-морскую академию в Фучжоу, учился в Великобритании. Участник войны с Японией в 1895 году. В 1911 году министр военно-морского флота. 14 июля началась Чжили-Аньхойская война и 23 июля чжилийские войска вступил в Пекин. Отправлен в отставку после поражения Аньхойской клики. Губернатор провинции Фуцзянь в 1922-26 годах. В 1949 году отказался эвакуироваться на Тайвань и поддержал коммунистов. Скончался в 1952 году в Фучжоу в возрасте 93 лет.
10. ↑  Пятый наследственный премьер-министр рода Рана, генерал-фельдмаршал.
11. ↑  Военный, дивизионный генерал (1916), лидер национального движения. Возраст — ок. 39 лет. Окончил военные школы в Салониках и Битоле (Македония), Оттоманский военный колледж в Стамбуле и Академию генерального штаба (1905). Был арестован за оппозиционную деятельность и сослан в Дамаск. С 1911 года служил в Генеральном штабе, участвовал в Итало-турецкой, затем в Первой мировой войне. Командовал 19-й дивизией, 16-м корпусом, 2 и 7-й армиями. После поражения Турции в войне подал в отставку, возглавил национальное движение за суверенитет Турции, создав центр сопротивления в Анкаре. Заочно приговорён властями Османской империи к смертной казни. 19 марта 1920 года выступил с инициативой созыва Великого национального собрания, которое избрало его своим главой.
12. ↑  В ноябре 1919 года Хорезмская коммунистическая партия подняла восстание, после которого на территорию ханства вступила Красная армия. Отрёкся от престола.
13. ↑  9 февраля 1920 года столица государства г. Талех была занята британскими войсками, бежал в Огаден. Скончался 21 декабря 1920 года от тифа в возрасте 64 лет.
14. ↑  Истёк второй четырёхлетний срок полномочий. Скончался в 1935 году в Монровии в возрасте 73 лет.
15. ↑  Министр иностранных дел с 1912 года. Представитель правящей Партии истинных вигов, избран на президентских выборах в мае 1919 года. Возраст — 44 года. Юрист, работал в Верховном суде, был Генеральным прокурором страны (1904—1912).
16. ↑  После ухода в отставку вернулся в Англию, был председателем Африканского общества. Скончался в 1934 году в возрасте 80 лет.
17. ↑  Принц, внук королевы Виктории, полковник. Участник Англо-бурской и Первой мировой войн.
18. ↑  Подал в отставку 30 марта 1920 года из-за критики со стороны оппозиции. После вступления в страну Красной армии бежал из Баку, убит при неясных обстоятельствах 31 мая 1920 года в Кюрдомире в возрасте ок. 39 лет.
19. ↑  Избран I (Учредительным) съездом КП(б)А.
20. ↑  Член ЦК Азербайджанской коммунистической партии. Возраст — 42 года. Член РСДРП с 1903 года, окончил историко-филологический факультет Московского университета, преподавал в гимназии в Баку. В 1917 член Бакинского горкома, затем Закавказского крайкома партии. В 1918-19 годах председатель Астраханского губернского комитета РКП (б), затем направлен на подпольную работу в Азербайджан. После 1922 года на партийной работе, в 1924-25 годах возглавлял партийную организацию Казахстана. С 1931 года глава Всесоюзной торговой академии. Арестован в 1939 году, в 1940 году расстрелян. Реабилитирован в 1955 году.
21. ↑  Секретарь ЦК РКП(б) с 1917 по март 1920 года, секретарь Закавказского Бюро ЦК РКП(б). Возраст — 46 лет. Учитель, член партии с 1898 года. После отъезда из Азербайджана была оргсекретарём Компартии Германии, была членом ВЦИК и ЦИК СССР. Скончалась в 1966 году в Москве в возрасте 93 лет. Захоронена в Кремлёвской стене.
22. ↑  Член ЦК Азербайджанской коммунистической партии. Возраст — 41 год. Биографических данных нет. В 1927 году приговорён к 3 годам ссылки.
23. ↑  Председатель исполкома Тульского губернского Совета, член Реввоенсовета 2-й армии с 1918 года. Направлен ЦК РКП(б). Возраст — 24 года. Настоящая фамилия Гофман, член РСДРП(б) с 1913 года, окончил два курса медицинского факультета Московского университета, в 1917 году член Московского областного бюро РСДРП(б), затем направлен на работу в Тулу.
24. ↑  Глава национального правительства с резиденцией в Тиране. Назначен провозгласившим независимость Конгрессом в Люшне, низложившим временное правительство Тархана Паши Пермети в Дурресе. Возраст — 48 лет. Получил образование в Стамбуле, служил в дипломатическом ведомстве Османской империи. Участник албанского национального движения, представлял Албанию на Парижской мирной конференции. В 1924 году занимал пост министра иностранных дел, затем несколько лет жил в эмиграции. Скончался в 1932 году во Влёре в возрасте 60 лет.
25. ↑  Назначен Регентским советом с задачей провести первые парламентские выборы. Правительство вступило в права 10 декабря. Возраст — ок. 38 лет. Из знатной албанской семьи, получил образование в Стамбуле. Участник национального движения, один из подписавших первую Декларацию независимости в 1912 году, член временного правительства.
26. ↑  Представитель партии Дашнакцутюн. Летом 1920 года выехал в составе Бюро правительства за границу для организации займа. 2 декабря подписал Александропольский договор с Турцией, затем жил в эмиграции в Париже. Участвовал в Лозаннской конференции, в деятельности общественных организаций. В 1940 году переехал в Португалию, вернулся после освобождения Франции. Скончался в 1945 году в Париже в возрасте 71 года.
27. ↑  Представитель партии Дашнакцутюн. Возраст — 46 лет. Окончил Тифлисскую гимназию, учился на медицинском факультете Московского университета, но был исключён и в 1896 году выслан в Тифлисскую губернию. В 1899 году эмигрировал в Бельгию, окончил Лозаннский университет, работал врачом. В 1912-15 годах был в ссылке в Иркутской губернии. В 1918 году министр Закавказского комиссариата. После установления Советской власти эмигрировал в Грузию, затем жил в Иране и Египте. Скончался в 1947 году в Каире.
28. ↑  Представитель партии Дашнакцутюн, министр сельского хозяйства и труда с 1919 года. Возраст — ок. 38 лет. Окончил Эриванскую духовную семинарию, учился на юридическом факультете Санкт-Петербургского университета. С 1906 года в революционной деятельности, несколько лет жил в Турции, издавал газету в США. В Первую мировую войну служил в армянских добровольческих дружинах. В 1918 году депутат Закавказского сейма, затем дипломатический представитель Армении при Добровольческой армии А. И. Деникина. Сложил полномочия по соглашению 2 декабря о советизации Армении. Возглавлял Комитет спасения Родины, но после подавления восстания в 1921 году эмигрировал. Жил во Франции и в США, с 1951 году был директором армянской духовной семинарии в Ливане. Скончался в 1969 году в Бейруте.
29. ↑  Руководитель армянских коммунистов, член Кавказского крайкома РКП(б). Провозглашён председателем ВРК в Каравансарае при вступлении на территорию Армении частей 11-й армии РККА, 4 декабря вместе с советскими частями прибыл в Ереван. Возраст — 44 года. Обучался в Лейпцигском коммерческом институте, окончил философский факультет Берлинского университета. В 1905 году вступил в РСДРП (б), один из руководителей большевистской печати. С 1918 года член Кавказского крайкома РКП(б).
30. ↑  Окончил семинарию в Тифлисе, был членом Дашнакцутюн, в 1917 году вступил в РСДРП(б). В 1918 году был членом Бакинской коммуны. Возраст — 23 года.
31. ↑  И. о. до 19 декабря 1920 года. Возраст — 28 лет. Окончил Виленский учительский институт и Александровское военное училище, с 1915 года на фронте Первой мировой войны. В мае 1917 года вступил в РСДРП(б), активный участник октябрьских событий в Петрограде, затем один из основателей Социал-демократической партии Белоруссии. В 1918 году член Временного рабоче-крестьянского правительства Белоруссии, в 1919-20 годах народный комиссар просвещения Литовско-Белорусской ССР.
32. ↑  Член Бюро, секретарь ЦК КП(б)Б с июня 1920 года. Возглавил партию на III съезде партии после раздела Коммунистической партии (большевиков) Литвы и Белоруссии на компартии Литвы и Белоруссии. Возраст — 24 года. Окончил гимназию в Смоленске, работал репетитором, в 1916 году поступил на физико-математический факультет Московского университета. В марте 1917 года вступил в РСДРП(б), с 1919 года секретарь Смоленского уездно-городского комитета РКП(б). Оставил пост в связи с назначением наркомом финансов Белоруссии. В дальнейшем был наркомом финансов Армении (1921-22), Закавказской СФСР (1922-28), заворготделом Закавказского крайкома и председателем ВСНХ ЗСФСР (1928-30), заместителем Наркома финансов СССР (1931). С 1934 года работал в ЦК ВКП(б). Арестован в 1937 году, расстрелян в 1938 году в Москве. Реабилитирован в 1955 году.
33. ↑  Военный комиссар Смоленского военного округа с 1919 года. Возраст — ок. 30 лет. Был рабочим ватной фабрики, затем окончил Вольмарскую учительскую гимназию. В Первую мировую войну служил на Западном фронте, участвовал в революционных событиях в Минске. С 1918 года секретарь ЦК Коммунистической партии (большевиков) Литвы и Белоруссии, член правительства и Совета обороны Литовско-Белорусской советской республики.
34. ↑  Представитель Католической партии, возглавлял коалиционный кабинет (Христианско-демократическая, Либеральная и Социалистическая партии). Подал в отставку 19 ноября 1920 года, был назначен в Комиссию по репарациям и выехал в Германию. Скончался в 1929 году в Баден-Бадене в возрасте 61 года.
35. ↑  Представитель Католической партии, возглавлял коалиционный кабинет национального единства (Христианско-демократическая, Либеральная и Социалистическая партии). Возраст — 51 год. Адвокат, депутат с 1896 года, министр юстиции в 1911-18 годах.
36. ↑  Возглавлял коалиционный кабинет (Христианская партия национального объединения, Партия мелких сельских хозяев Иштвана Надьитади Сабо и Социал-демократическая партия). 15 января Социал-демократическая партия вышла из коалиции. 25 января и 23 февраля провёл выборы в Национальное собрание. Подал в отставку 1 марта 1920 года после избрания Миклоша Хорти регентом. Остался депутатом парламента, в 1927-34 годах был президентом Национального института социального страхования. В 1934 году потерял депутатский мандат, но продолжал активно участвовать в политике. Скончался в 1941 году в Будапеште в возрасте 59 лет.
37. ↑  Военный, адмирал. После того, как 13 февраля 1920 года Национальное собрание восстановило в Венгрии монархию, 1 марта избран собранием регентом при вакантном престоле, набрав 131 голос из 141. Возраст — 51 год. Окончил военно-морскую академию в Фиуме, в 1892-94 году свершил плавание в Восточную Азию и Микронезию, флигель-адъютант императора Франца-Иосифа в 1911—1914 годах. В период Первой мировой войны командовал дредноутом, крейсером. В 1918 году адмирал, командующий военно-морским флотом Австро-Венгрии. В 1919 году был военным министром правительства в Сегеде, затем главнокомандующим венгерской армией.
38. ↑  Первый заместитель председателя Национального собрания с 18 февраля 1920 года, член Партии мелких сельских хозяев. Возраст — 55 лет. Адвокат, получил образование в Венгрии, Германии и США. Был известен как востоковед. В январе избран депутатом Национального собрания. Назначен на пост регентом Хорти, сформировал коалиционное правительство Христианской партии национального объединения и Партии мелких сельских хозяев. Подал в отставку 26 июня в результате конфликта с военными. В 1922 году вернулся к адвокатской практике. Скончался в 1946 году в Будапеште в возрасте 82 лет.
39. ↑  Граф, сформировал правительство «Правительственной партии» (Христианская партия национального объединения, Партия мелких сельских хозяев и «группа эмигрантов». Возраст — 40 лет. Географ, член Академии наук Венгрии, директор научного издательства (1911-13), генеральный секретарь Географического общества с 1910 года. 2 декабря подал в отставку, 16 декабря сформировал новый кабинет в том же составе.
40. ↑  Член Реввоенсовета 12-й армии Западного фронта Красной армии до мая 1920 года. Возраст — 42 года. Окончил гимназию в Каменец-Подольском и физико-математический факультет Киевского университета (1912). Член РСДРП с 1905 года, участник Первой русской революции. С 1912 года преподавал в Киевском политехническом институте. В 1917 году член Киевского ревкома, секретарь (министр) просвещения Украинской Народной Республики Советов. С 1918 года был членом Реввоенсовета Украинской Советской Армии, членом Зафронтового бюро КП(б)У, членом Всеукраинского ревкома . После падения ГССР был членом Реввоенсоветов 12, 13 и 14 армий, Южного фронта, членом РВС и начальником Политуправления Украинского военного округа (1924-25). Народный комиссар просвещения Украины (1922-24 и 1933-38), академик (с 1929), секретарь и член Политбюро ЦК КП(б)У. Арестован в 1937 году, расстрелян в июле 1938 года в возрасте 59 лет. В 1956 году реабилитирован и восстановлен в партии.
41. ↑  Временный президент, председатель Учредительного собрания. Председатель Социал-демократической партии. Ушёл в отставку после избрания конституционного президента. Был бургомистром Вены (1923-34), в 1944 году отправлен в концлагеря, в 1945 году освобождён и избран почётным председателем Социалистической партии. Скончался в 1950 году в Вене в возрасте 80 лет.
42. ↑  Избран Федеральным собранием. Беспартийный. Возраст — 62 года. Срок полномочий — 4 года, до 9 декабря 1924 года. Юрист, получил образование в Лейпциге, Вене и Берлине, доктор права. Занимался научно-преподавательской работой.
43. ↑  Представитель Социал-демократической партии. Возглавлял коалиционный кабинет Социал-демократический и Христианско-социальной партий. Подал в отставку 10 июня 1920 года. В 1945 году вновь стал федеральный канцлером.
44. ↑  Представитель Христианско-социальной партии, депутат с 1919 года. Возраст — 56 лет. Возглавил переходный коалиционный кабинет Социал-демократический и Христианско-социальной партий. Историк, профессор, директор Тирольского государственного архива с 1897 года. Депутат Рейхсрата Австро-Венгрии в 1907-11 годах. В соответствии с принятой 1 октября Конституцией провёл парламентские выборы 17 октября, на которых победила ХСП. После выхода 22 октября социал-демократов из правительства сформировал новый кабинет на основе коалиции СДПА, ХСП и Великогерманской партии.
45. ↑  Во время Капповского путча 13 марта с правительством бежал в Дрезден, затем в Штутгарт. Вернулся в Берлин 17 марта.
46. ↑  Социал-демократ. Возглавлял правительство «Веймарской коалиции» (Социал-демократическая партия, Католическая партия Центра и Демократическая партия). 9 марта Национальное собрание приняло решение о передаче полномочий новому Рейхстагу, 10 марта генерал Вальтер Лютвиц с частями фрейкора подошёл к Берлину и предъявил правительству ультиматум с требованиями роспуска Национального собрания, перевыборов президента и отказа от выполнения ряда сталей Версальского договора. Ночью на 13 марта правительство бежало в Дрезден, затем в Штутгарт.
47. ↑  Подал в отставку 26 марта как утративший доверие партии после переговоров с Каппом. В дальнейшем занимал посты министра транспорта, вице-канцлера и министра финансов. В 1925 исключён из партии после обвинений в коррупции, в 1926 году восстановлен в СДПГ. В 1928 году сложил депутатский мандат, был вне политики. Арестован нацистами в 1933 году по уголовному обвинению, освобождён в 1935 году. Скончался в сентябре 1944 года в Херсдорфе (Берлин) в возрасте 74 лет.
48. ↑  Социал-демократ, министр иностранных дел с 1919 года. Возглавлял правительство «Веймарской коалиции» (Социал-демократическая партия, Католическая партия Центра и Демократическая партия). Возраст — 43 года. Торговый служащий, в 1893 году вступил в СДПГ, с 1898 года занимался журналистикой. С 1906 года член ЦК СДПГ, с 1916 депутат Рейхстага, с 1919 года председатель СДПГ. 21 мая Национальное собрание было распущено, 6 июня состоялись выборы в Рейхстаг, на которых позиции СДПГ были ослаблены. 8 июня подал отставку, стал председателем фракции СДПГ в Рейхстаге. В 1928 году вновь возглавил правительство.
49. ↑  Представитель Католической партии Центра. Возглавил коалиционное правительство (Партия Центра, Немецкая народная и Демократическая партии Германии). Возраст — 68 лет. Окончил юридический факультет и факультет католического богословия Фрейбургского университета, в 1882 году вступил в партию Центра. С 1885 года депутат ландтага Бадена, с 1903 года — имперского рейхстага. В 1917 году был председателем Рейхстага, в 1919 году председателем Учредительного собрания в Веймаре.
50. ↑  2 октября 1920 года был укушен в королевском саду обезьяной, то вызвало заражение крови. Скончался 25 октября 1920 года в Афинах в возрасте 27 лет. Похоронен 29 октября 1920 года.
51. ↑  Король в 1913—1917 годах. Возраст — 52 года. Жил в эмиграции в Швейцарии. Восстановлен на престоле в результате референдума 5 декабря 1920 года. Вернулся в Афины и вступил на престол 19 декабря 1920 года.
52. ↑  Представитель Либеральной партии. После смерти короля заявил о намерении провозгласить республику. Ушёл в отставку после поражения Либеральной партии на выборах 14 ноября 1920 года. Вновь возглавил правительство в 1924 году.
53. ↑  Представитель консервативной Народной партии, победившей на парламентских выборах. Возраст — 76 лет. Премьер-министр в 1897, 1903, 1905 и 1909 годах.
54. ↑  Абрам Моисеевич Краснощёк (Тобельсон), родился в Киевской губернии, портной. С 1898 года в социал-демократическом движении, в 1902 году эмигрировал в Германию, в 1903 в США, где вступил в Американскую социалистическую рабочую партию. В 1912 году окончил Чикагский университет, работал адвокатом. В 1917 году вернулся в Россию, был председателем Никольск-Уссурийского комитета РСДРП, затем председателем Дальневосточного Совнаркома. После падения Советской власти руководитель штаба дальневосточного большевистского подполья. С марта 1920 года член Дальбюро ЦК РКП(б) и председатель Временного правительства Прибайкалья.
55. ↑  Министр иностранных дел ДВР и председатель Дальбюро ЦК РКП(б) с июня 1920 года. Родился в Верхнеудинске в еврейской семье, железнодорожный рабочий, член РСДРП с 1903 года. Командовал боевым отрядом в Красноярске во время восстания 1905 года, арестован, приговорён к смерти, но бежал. Был редактором ряда газет, в 1911-13 года жил в эмиграции в Аргентине. Участник революционных событий 1917 года во Владивостоке и Иркутске, партизанского движения в Западной Сибири, был председателем Тюменского губревкома и секретарём Бюро РКП(б).
56. ↑  Представитель Радикальной Венстре. Отправлен в отставку королём после отказа поддержать требование о возвращении Дании г. Фленсбург, входившего в состав Германии. В дальнейшем занимал пост министра юстиции (1929-35), был председателем Сената (1936-39). Скончался в 1946 году в Копенгагене в возрасте 80 лет.
57. ↑  Беспартийный, личный юрист королевской семьи. Назначен на пост королём с задачей провести досрочные выборы. Юрист, член Верховного суда с 1889 года, глава ряда юридических структур и различных фондов. Смещение королём кабинета Цале вызвало слухи о подготовке монархом переворота и вызвало т. н. «Пасхальный кризис». Либе был отправлен в отставку в день Пасхи на волне демонстраций и назначенной на 6 апреля всеобщей забастовки. Скончался в 1929 году в Копенгагене в возрасте 68 лет.
58. ↑  Беспартийный, назначен на пост королём с задачей провести досрочные выборы. Журналист, с 1904 года работал в министерстве юстиции. Ушёл в отставку после проведения выборов. В дальнейшем возглавлял палату по охране природы. Скончался в 1944 году в Копенгагене в возрасте 86 лет.
59. ↑  Представитель либеральной партии Венстре, вышедшей на первое место по числу голосов на выборах 26 апреля. Премьер-министр в 1908-09 годах. Провёл новые парламентские выборы 6 июля и 21 сентября, которые подтвердили первенство его партии.
60. ↑  Консерватор. Подал в отставку после того, как 21 апреля Кортесы утвердили бюджет в ходе ожесточённых дебатов. По состоянию здоровья удалился в своё имение в Гернике. В 1921 году вновь возглавил правительство.
61. ↑  Лидер Консервативной партии, государственный министр с 1918 года. Рекомендован М.Альендесаласаром. Премьер-министр в 1913—1915 и 1917 годах.
62. ↑  Представитель левого крыла Либеральной партии. 21 мая сформирован новый кабинет. Подал в отставку после провала переговоров о линии границы с Югославией. В дальнейшем выступал против Режима Муссолини, эмигрировал в Швейцарию, затем во Францию. В 1943 году был арестован гестапо и депортирован. После возвращения в Италию был избран в Сенат, вступил в Социалистическую партию. Скончался в 1953 году в Риме в возрасте 84 лет.
63. ↑  Представитель Либеральной партии. Премьер-министр в 1892-93, 1903-05, 1906-09, 1911-14 годах.
64. ↑  18 мая 1920 года правительство бежало в Вокнаволок, затем в Финляндию.
65. ↑  Военный, генерал-лейтенант. Избран Кубанской радой. Возраст — ок. 44 лет. Окончил военное училище в Тифлисе и Николаевскую академию Генерального штаба (1903), с 1896 года служил в русской армии. В 1916 году получил звание генерал-майора. В 1917-18 годах командующий Кубанским войском и член правительства. После падения республики эмигрировал в Константинополь, в 1922 году — в США. Скончался в 1930 году в Нью-Йорке в возрасте ок. 54 лет.
66. ↑  После падения республики эмигрировал в Константинополь. Жил в эмиграции в Чехии, затем в Германии, с 1948 года в Канаде. Скончался в 1974 году в Невилле в возрасте 86 лет.
67. ↑  17-18 апреля были проведены выборы в Учредительное собрание, которое открылось 1 мая 1920 года. В тот же день был избран его председателем, получив 83 голоса против 48, поданных за Яниса Райниса.
68. ↑  С 1923 года был председателем Верховного суда РСФСР. Скончался в 1932 году в Москве в возрасте 66 лет. Похоронен в Кремлёвской стене.
69. ↑  Сложил полномочия после избрания 14-15 апреля 1920 года Учредительного сейма. В 1920-24 лидер Партии национального прогресса, с 1925 года председатель Союза литовских националистов (таутининков). После переворота 1926 года президент Литвы.
70. ↑  Председатель Учредительного сейма с 15 мая 1920 года, председатель ЦК Христианско-демократической партии. Возраст — 35 лет. Окончил семинарию в Ковно, факультет философии и теологии в университете Инсбрука (Австро-Венгрия), Институт сельского хозяйства в Галле (Германия). С 1913 года работал агрономом. В 1917 году член Литовской Тарибы, в 1918 году один из подписавших декларацию независимости Литвы. С 1919 года занимал посты министра без портфеля, заместителя премьер-министр и министра иностранных дел, министра сельского хозяйства. В апреле 1920 года избран в Учредительный сейм. Избран президентом после принятия сеймом 10 июня 1920 года Второй временной конституции Литвы.
71. ↑  Представитель Литовской демократической партии. Ушёл в отставку после избрания Учредительного сейма. Занял пост министра финансов, торговли и промышленности в правительстве К.Гринюса. В 1922 году вновь возглавил правительство.
72. ↑  Представитель Литовского народно-крестьянского союза (ляудиников), депутат Сейма. Возраст — 53 года. Сформировал коалиционное правительство (Литовский народно-крестьянский союз и Социалистическая народная демократическая партия). Врач, окончил Московский университет (1893), участник национального движения неоднократно арестовывался. Во время Первой мировой войны эвакуирован в Кисловодск. В 1919 году член делегации Временного правительства Литвы на Парижской мирной конференции, глава Комиссии по репатриации. Вернулся в Литву для участи в выборах в Учредительный сейм.
73. ↑  Представитель Либеральной партии Венстре. Выступил против увеличения финансирования дорожного строительства, получил вотум недоверия и подал в отставку. Скончался в 1928 году в Шиене в возрасте 80 лет.
74. ↑  Председатель правления Консервативной партии Хейре с 1919 года, председатель Стортинга. Сформировал со второй попытки правительство консервативного меньшинства. Возраст — 48 лет. Юрист, адвокат, депутат с 1912 года.
75. ↑  12 августа 1920 года подал в отставку с постов Начальника государства и главнокомандующего, но отставка не была принята.
76. ↑  Представитель Национального народного объединения, возглавлял однопартийное правительство. Подал в отставку 9 июня 1920 года после поражения под Киевом и выхода из правительства министров от партии «Пяст» (8 июня). С июля 1920 министр внутренних дел в правительстве В.Витоса. После отставки в 1921 году занимался предпринимательством. В 1939 году арестован органами НКВД, дальнейшая судьба достоверно неизвестна.
77. ↑  Представитель Национально-демократической партии, канцлер казначейства в кабинете Скульского. Сформировал внепартийное правительство после неудачных попыток Яна Брежского, И.Дашиньского и В.Витоса. Возраст — 45 лет. С 28 июня предпринимались попытки создания широкой коалиции на основе компромисса между правыми и левыми партиями. 19 июля Совет национальной обороны принял решение поручить В.Витосу сформировать новый кабинет. Экономист, историк, получил образование в Варшаве и Париже. Работал в сельскохозяйственных организациях, в 1905-12 годах депутат Государственной думы Российской империи. В 1914-18 годах жил в России, в 1918 году министр сельского хозяйства Польши. В 1923 году вновь возглавил правительство.
78. ↑  Лидер крестьянской партии Пяст, депутат Сейма с 1919 года. Сформировал правительство широкой коалиции (Пяст, социалисты, «Вызволение», Национал-демократическая партия и др.) Возраст — 46 лет. Журналист, активист крестьянского движения, с 1895 года член Польской крестьянской партии. В 1895-97 годах служил в австрийской армии, депутат Галицийского сейма (1908-14) и Рехсрата Австро-Венгрии (1911-18).
79. ↑  Исполнял обязанности. Министр внутренних дел в 1923-24 года. После переворота 1926 года арестован, в 1927 году выслан на Азорские острова. В 1934 году возвращён в Лиссабон, безуспешно пытался организовать Республиканский альянс. Скончался в 1950 году в Лиссабоне в возрасте 85 лет.
80. ↑  Независимый, сформировал правительство с участием Демократической, Либеральной и Социалистической партий. Возраст — 37 лет. Премьер-министр в 1919 году. Ушёл в отставку 4 марта на волне забастовок после штурма полицией штаб-квартиры профцентра. Министр иностранных дел в 1920-21 и 1922-24 годах. В 1925 году вновь возглавил правительство.
81. ↑  Военный, полковник. Сформировал правительство с участием Демократической и Либеральной партий. Возраст — 54 года. Участник военных кампаний в Африке и Первой мировой войны, военный министр в 1919 году. Скончался 6 июня 1920 года в Лиссабоне от инсульта. Посмертно произведён в генералы.
82. ↑  Министр юстиции и культов, исполнял обязанности премьер-министра после смерти А.Батишты. Представитель Демократической партии. Возраст — ок.49 лет. Был губернатором Каштелу-Бранку, сенатором. Подал в отставку 18 июня 1920 года после того, как был подвергнут критике за повышение окладов министрам. Скончался в 1949 году в возрасте ок. 78 лет.
83. ↑  Лидер Демократической партии. Сформировал правительство с участием Демократической, Народной и Социалистической партий. Возраст — 49 лет. Один из лидеров революции 1910 года, с 1913 года неоднократно занимал посты министра общественных работ. Министр финансов в январе 1920 года. Ушёл в отставку на волне бунтов и забастовок. В 1922 году вновь возглавил правительство.
84. ↑  Представитель Либеральной республиканский партии. Министр юстиции в январе-марте 1920 года. Возраст — 38 лет. Юрист, масон, депутат Учредительного собрания, затем парламента. Подал в отставку 15 октября 1920 года после критики со стороны Либеральной партии. В 1921 году вновь возглавил правительство.
85. ↑  Представитель Республиканской партии национального восстановления, сформировал кабинет без участия демократов и либералов, на основе мелких парламентских фракций. Возраст — 42 года. Член Военного совета 1915 года, генерал-губернатор Мозамбика в 1915 и 1918 годах. Подал в отставку после вотума недоверия, инициированного Демократической и Либеральной партиями. В 1923 году вновь возглавил правительство.
86. ↑  Военный, полковник, начальник штаба Национальной республиканской гвардии с 1917 года. Глава правительства «республиканской концентрации» (Демократическая партия, Республиканская партия национального восстановления и Народная партия). Возраст — 40 лет. Начальник штаба войск в Мозамбике (1915-17).
87. ↑  Подал в отставку со всех постов 4 января в Верхнеудинске после поражения Белой армии, формально передав пост Верховного правителя генерал-лейтенанту А. И. Деникину. Арестован 15 января в Иркутске. Расстрелян большевиками 7 февраля в Иркутске в возрасте 45 лет.
88. ↑  Ушёл в отставку вместе с Колчаком, арестован 15 января, расстрелян 7 февраля в Иркутске в возрасте 35 лет.
89. ↑  Военный, генерал-лейтенант. Главнокомандующий Вооружёнными силами Юга России, заместитель Верховного правителя с 1919 года. Отказался принять титул и функции Верховного правителя фактически оставаясь первым должностным лицом. Окончил реальное училище, с 1890 года служил в русской армии, в 1899 года окончил Академию Генерального штаба. Участник Русско-японской и Первой мировой войн. Командовал 4-й стрелковой бригадой, 8-м армейским корпусом, Западным и Юго-Западным фронтами. С 1917 года один из лидеров Белого движения. 4 апреля 1920 года подал в отставку и выехал в Англию. С 1922 года жил в Венгрии, с 1926 года во Франции, с 1945 года в США. Скончался в 1947 году в шт. Мичиган в возрасте 74 лет. В 2005 году его останки были перезахоронены в Москве.
90. ↑  Военный, генерал-лейтенант. Барон. Вызван из эмиграции командованием ВСЮР, 4 апреля 1920 года прибыл в Севастополь, 11 апреля принял титул Правителя. Кончил реальное училище и Горный институт в Санкт-Петербурге. В 1901-02 годах учился в Николаевским кавалерийском училище, в 1910 окончил николаевскую военную академию. Участник Русско-японской и Первой мировой войн. Командовал 1-м Нерчинским полком, 2-й бригадой Уссурийской кавалерийской дивизии, 7 кавалерийской дивизией, Сводным кавалерийским корпусом. С 1918 года в Добровольческой армии. В конце 1919 года отстранён от командования и эмигрировал в Константинополь. В ноябре 1920 года после прорыва Красной армии в Крым с остатками армии эвакуировался в Константинополь. С 1922 года жил в Югославии, с 1927 года в Бельгии. Скончался в 1928 году в Брюсселе в возрасте 49 лет от туберкулёза.
91. ↑  Гофмейстер, действительный тайный советник. Окончил гимназию в Варшаве и юридический факультет Санкт-Петербургского университета. С 1884 года работал в министерстве юстиции, с 1906 года член Государственного совета, в 1908—1915 Главноуправляющий землепользованием и земледелием, затем главноуправляющий Российского общества Красного Креста. В 1918 году возглавлял антибольшевистский Правый центр в Москве. Несколько месяцев жил в эмиграции. С апреля 1920 года председатель Совета при Главнокомандующем ВСЮР, с 19 августа глава Правительства Юга России. 30 октября 1920 года эвакуировался из Крыма в Англию, затем жил во Франции. Скончался в октябре 1921 года в Берлине в возрасте 64 лет.
92. ↑  Военный, генерал-лейтенант, Войсковой атаман Забайкальского казачьего войска. Назначен указом А. В. Колчака. Возраст — 29 лет. Окончил оренбургское казачье юнкерское училище, участник Первой мировой войны, для борьбы с советской властью сформировал Особый Маньчжурский отряд. После падения Окраины эмигрировал в Китай, затем в Японию. В 1932 году переехал в Дайрен, где в 1945 году был захвачен советским десантом. Повешен в 1946 году в Москве в возрасте 55 лет.
93. ↑  Окончил Читинскую гимназию и Санкт-Петербургский университет. В 1902 году сослан в Сибирь, работал учителем. Кадет, депутат Второй и Четвёртой Государственных дум. Возраст — 43 года. 16 августа с изменением военной обстановки правительство выехало из Читы, осенью эмигрировало в Китай. Преподавал в школах КВЖД. Скончался в 1952 году в Харбине (КНР) в возрасте 75 лет.
94. ↑  Лидер Национальной партии. Отправлен в отставку королём 13 марта 1920 года из-за разногласий по вопросу об аграрной реформе. В 1932 году вновь возглавил правительство.
95. ↑  Военный, генерал, лидер Народной партии. Назначен на пост королём, после чего парламент был распущен и 25-27 мая 1920 года проведены досрочные парламентские выборы, принёсшие победу Народной партии. Возраст — 60 лет. Премьер-министр в 1918 году.
96. ↑  В январе 1921 года арестован польскими властями, отдан под суд. Оправдан и освобождён, открыл юридическую контору в Мушине и отошёл от политики. Скончался в 1944 году в возрасте ок. 59 лет.
97. ↑  Скончался 30 марта 1920 года после получения ультиматума РСФСР. Формально власть перешла к шейху Дервишу Мухаммаду, но государство перестало существовать.
98. ↑  Представитель Демократической партии. Возглавлял коалиционное правительство (Демократическая партия, Социал-демократическая партия Хорватии и Славонии, Хорватское объединение и др.). В 1924 году вновь возглавил правительство.
99. ↑  Представитель Сербской радикальной народной партии. Возглавил коалиционное правительство (Сербская Радикальная и Словенская народная партии, Народный клуб и др.). Премьер-министр в 1918-19 годах. После раскола партии (1923) потерял место в парламенте и ушёл и политики. Скончался в октябре 1923 года в Белграде в возрасте 66 лет от сердечного приступа.
100. ↑  Представитель Сербской радикальной народной партии. Возглавил коалиционное правительство (Сербская Радикальная, Демократическая, Словенская народная партии и др.). 18 августа сформировал новое коалиционное правительство (Сербская Радикальная, Демократическая и Словенская народная партии, Народный клуб и пр.). Юрист, обучался в Белграде и Мюнхене, стажировался в Париже и Лондоне, с 1891 года на дипломатической службе в Сербии. Министр образования (1893-94), в 1899 году приговорён к 2 годам тюрьмы за оскорбление короля Милана I. С 1901 года был послом в разных странах, министром юстиции (1906), представителем на мирной конференции в Версале (1919).
101. ↑  После заключения 12 октября 1920 года перемирия между Польшей и РСФСР отвёл свои войска за реку Збруч и 21 октября они были интернированы польской армией. После падения республики эмигрировал в Польшу, затем жил в Венгрии, Австрии и Швейцарии. Формально оставался главой Украинского государства в изгнании. В 1924 году переехал во Францию. Убит в Париже Соломоном Шварцбардом 25 мая 1926 года в возрасте 47 лет.
102. ↑  Социал-демократ. Подал в отставку 20 мая в знак протеста против неравноправного договора с Польшей. Занял пост министра земледелия в правительстве В. К. Прокоповича. С ноября 1920 года жил в эмиграции во Львове, в 1923 году переехал в Прагу, в 1945 году в Регенсбург. С 1948 года глава украинского правительства в изгнании, одновременно в 1948—1950 годах председатель Исполнительного комитета Украинского национального совета. Скончался в 1952 году в Аугсбурге в возрасте 67 лет.
103. ↑  Посол в Югославии, член ЦК Украинской партии социалистов-федералистов с 1917 года. Возраст — 38 лет. Окончил историко-филологический факультет Киевского университета, преподавал в гимназии. После увольнения за национализм сотрудничал в печати. С 1905 года член Украинской радикально-демократической партии, с 1908 — Товарищества украинских поступовцев. В 1917 году депутат Центральной рады, в 1918 году министр народного образования. Сформировал коалиционное правительство с участием социал-демократов, но они вышли из него 23 июля. 16 июля 1920 года в связи с наступлением Красной армии правительство эвакуировалось под Краков. 14 октября 1920 года подал в отставку. В 1921 году министр образования в правительстве в изгнании, в 1926-39 глава правительства в изгнании, в 1939-40 заместитель председателя Директории. Скончался в 1942 году в Бесанкуре (Франция) в возрасте 60 лет.
104. ↑  Секретарь ЦК КП(б)У в 1919 году.
105. ↑  Секретарь Донецкого губкома РКП(б) с сентября 1920 года. Возраст — 30 лет. Окончил реальное училище в Казани (1908) и 4 курса Санкт-Петербургского политехнического института (1911-16). Член партии с 1906 года, в 1909 году был сослан в Вологду, в 1915 году — в Иркутскую губернию. В 1917 году член Петроградского совета и Военно-революционного комитета. Занимал посты председателя Совета народного хозяйства Северной области, уполномоченного в Поволжье, председателя Нижегородского губисполкома.
106. ↑  Представитель либеральной Национально-прогрессивной партии. Возглавлял правительство меньшинства (Аграрная и Прогрессивная партии). В 1921 году вновь возглавил правительство.
107. ↑  Представитель Консервативной партии. Возглавил коалиционное правительство (Консервативная, Прогрессивная, Аграрная и Социал-демократическая партии).
108. ↑  Итальянский писатель, поэт и политик, организатор захвата югославского города Риеки 12 сентября 1919 года. Возраст — 57 лет. Участник Первой мировой войны, сторонник Бенито Муссолини. 24 декабря 1920 года итальянские армия и флот начали захват Фиуме и д’Аннунцио был отстранён от власти. Вернулся в Италию, в 1924 году получил титул князя, в 1937 году возглавил Королевскую академию наук. Скончался в марте 1938 года в поместье Виттореале в Ломбардии в возрасте 74 лет.
109. ↑  Истёк семилетний срок президентских полномочий. В 1922 году стал премьер-министром.
110. ↑  Председатель Палаты депутатов с 1912 года, представитель Демократического альянса. Избран 17 февраля 1920 года Национальным собранием, победив Ж.Клемансо (734 голосов против 56), Шарля Жоннара, Л.Буржуа и маршала Ф. Фоша. Срок полномочий — до 18 февраля 1927 года. Сын историка и критика Эмиля Дешанеля, журналист и писатель, академик, депутат с 1885 года. В 1877 году назначен супрефектом, в 1898—1902 годах был председателем Палаты депутатов. 24 мая 1920 года выпал из поезда во время поездки на юг страны, 10 сентября в приступе беспамятства прыгнул в пруд в замке Рамбуйе. Подал в отставку 21 сентября по состоянию здоровья. В 1921 году избран в Сенат. Скончался в 1922 году в Париже в возрасте 67 лет, от плеврита.
111. ↑  Председатель Совета министров, республиканец-социалист. избран 21 сентября 1920 года Национальным собранием, победив социалиста Гюстава Делори (695 против 69 голосов). Срок полномочий — 7 лет, до 23 сентября 1927 года. Адвокат, журналист, депутат с 1885 года. Один из основателей в 1889 году радикал-социалистической фракции. В 1899 вошёл в правительство как министр торговли (до 1902), военный министр в 1912, 1914-15 годах.
112. ↑  Представитель Радикальной партии. Возглавлял в коалиционное правительство (Левые республиканцы, республиканцы-социалисты, Республиканский союз, демократическая левая, республиканско-демократическая левая и радикал-социалисты). Подал в отставку 18 января 1920 года после поражения на выборах президента. После отставки жил частной жизнью, путешествовал по миру, опубликовал ряд книг, основал газету «Эко насьональ». Скончался в 1929 году в Париже в возрасте 88 лет от последствий диабета.
113. ↑  Республиканец-социалист, лидер Национального блока, верховный комиссар в Эльзас-Лотарингии с 1919 года. Возглавил коалиционное правительство (Республиканский союз, демократическая левая, республиканско-демократическая левая, радикал-социалисты, Республиканское и социальное действие, левые республиканцы, Республиканско-демократический союз, республиканцы-социалисты). 18 февраля сформировал новое правительство на той же основе.23 сентября избран президентом Франции.
114. ↑  Представитель Республиканской демократической и социальной партии. После избрания Мильерана президентом возглавил коалиционное правительство (Левые республиканцы, республиканцы-социалисты, Республиканско-демократический союз, демократическая левая, республиканско-демократическая левая, Республиканское и социальное действие и радикал-социалисты). Адвокат, литератор, начал политическую карьеру в муниципалитете родного города. Депутат с 1893 года, с 1894 года занимал министерские посты. Был министром внутренних дел (1905), министром колоний (1906) министром военно-морского флота (1917-20).
115. ↑  Социал-демократ, возглавлял правительство «красно-зелёной коалиции» (Социал-демократическая рабочая партии, Национал-социалистическая партия и Республиканская партия земледельцев и сельских хозяев). После принятия 29 февраля 1920 года Конституции Чехословакии провёл первые парламентские выборы (18 и 25 апреля), принёсшие победу левым партиям. Был избран в парламент, 25 мая сформировал новое правительство. Подал в отставку 14 сентября 1920 года в связи с намечавшимся расколом СДРПЧ на её XIII съезде, намеченном на 25 сентября. В марте 1921 года сложил депутатский мандат и выехал в Гамбург для лечения аневризмы аорты. Там согласился занять пост посла в Германии. Скончался в 1924 году в Берлине в возрасте 43 лет.
116. ↑  Независимый. Возглавил кабинет «внепарламентской коалиции». Юрист, с 1908 года служил в системе министерства внутренних дел Австро-Венгрии в Вене, с 1912 года глава канцелярии, заместитель наместника Моравии в Брно.
117. ↑  Лидер Либеральной коалиционной партии, возглавлял коалиционное правительство либералов и социал-демократов. Ушёл в отставку после выхода из коалиции Социал-демократической рабочей партии. Назначен губернатором Стокгольма. В 1938 году вышел на пенсию. Скончался в июне 1945 года в Стокгольме в возрасте 73 лет.
118. ↑  Лидер Социал-демократической рабочей партии Швеции с 1907 года. Назначен премьер-министром как глава значительной фракции СДРПШ в риксдаге. Обучался в университетах Стокгольма и Упсалы, математик-астроном. Работал в Стокгольмской обсерватории, затем ушёл в журналистику. Один из основателей СДРПШ в 1889 году, редактор партийной газеты. Депутат с 1896 года. Провёл парламентские выборы 4 и 17 сентября, не принёсшие желаемого успеха его партии и подал в отставку. В 1921 году вновь возглавил правительство.
119. ↑  Губернатор Кристианстада с 1905 года, независимый. Назначен королём на период подготовки и проведения новых парламентских выборов в сентябре 1921 года. Сформировал кабинет из либералов и умеренных консерваторов. Сын премьер-министра Л. Г.де Геера, барон. Получил юридическое образование, с 1901 года депутат риксдага. До 1914 года был членом Либеральной коалиционной партии.
120. ↑  Пост учреждён. Представитель Партии труда, премьер-министр с октября 1920. Учитель, окончил юридический факультет Санкт-Петербургского университета, стажировался в Берлине. В 1916-17 годах служил в российской судебной администрации. В 1917 году член Временного земского совета Эстляндской губернии, представитель Эстонии в Петрограде. Затем, до 1920 года был посланником в Лондоне, и. о. министра иностранных дел. Член делегации, заключившей Тартуский мир с Россией в феврале 1920 года.
121. ↑  Представитель Народной партии, возглавлял коалиционный кабинет (Народная партия, Социал-демократическая партия и Партия труда). Ушёл в отставку после выхода 1 июля социал-демократов из состава правительства. 29 июля согласился сформировать новый кабинет.
122. ↑  Сформировал правительство из представителей Народной партии и независимых. Был председателем 2-го Рийгикогу (1923-25). В 1927 году стал Государственным старейшиной.
123. ↑  Представитель Народной партии, министр иностранных дел с 1919 года. 22 июля принял предложение возглавить правительство. Сформировал коалиционный кабинет (Народная партия, Партия труда и Христианская народная партия). Окончил Рижскую и Санкт-Петербургскую духовные семинарии, изучал право с Тартуском, Санкт-Петербургском и Лейпцигском университетах. С 1913 года гласный Ревельской городской думы. В 1917-19 годах член Эстонского земского совета, в 1919-20 годах заместитель председателя Учредительного собрания. Его кабинет не получил поддержки в Собрании и 29 июля подал в отставку. Бирк вернулся на пост министра иностранных дел, в 1922-26 годах был послом в Москве. После инцидента с шантажом со стороны советских спецслужб вернулся на родину, в 1927 году был отдан под суд по обвинению в государственной измене и оправдан. Занимался бизнесом, в 1939-40 годах был секретарём Синода Эстонской Апостольской Православной церкви. В июне 1942 арестован органами НКВД СССР, приговорён к расстрелу. Скончался в 1942 году в посёлке Сосьва Свердловской области в возрасте 58 лет.
124. ↑  Сформировал кабинет из представителей Партии труда и социал-демократов. Провёл первые выборы в парламент 27 и 29 ноября 1920 года. Пост премьер-министра упразднён, его функции переданы Государственному старейшине.
125. ↑  Истёк четырёхлетний срок полномочий. После отставки вернулся в Великобританию. Получил титулы пэра и виконта. В 1922 году вошёл в состав правительства. Скончался в 1936 году в Шотландии в возрасте 74 лет.
126. ↑  Обучался и Итоне и Оксфорде, с 1892 года депутат парламента от Консервативной партии. Возраст — 54 года. Лорд казначейства в 1902—1905 и 1915-19 годах. С 1919 года пэр, барон. В июне 1920 принял предложение занять пост генерал-губернатора.
127. ↑  Истёк второй четырёхлетний срок полномочий. Оставил пост 8 июля 1920 года. Вернулся в Великобританию. Скончался в 1941 году в Линкольне в возрасте 70 лет.
128. ↑  Британский аристократ, виконт (1911), военный. Возраст — 60 лет. С 1872 года служил на флоте, участник Египетской (1882) и Пекинской (1900) кампаний, Первой мировой войны. Капитан с 1897 года, контр-адмирал в 1907 году, вице-адмирал в 1911 году, адмирал в 1915 году.
129. ↑  Представитель Либеральной партии. После расстрела 11 марта 1920 года унионистской демонстрации, в стране начались столкновения. 8 апреля личный секретарь президента генерал Хосе Мария Летона объявил Национальному собранию, что Эстрада Кабрера психически болен и парламент отстранил его от должности. На следующий день приказал бомбить столицу, но был смещён. Четвёртый президентский срок истекал 21 марта 1923 года. Помещён под домашний арест, затем предан суду. Скончался в 1924 году в столице Гватемалы в возрасте 66 лет во время судебного процесса.
130. ↑  Временный президент, назначенный Законодательным собранием 8 апреля 1920 года. Возраст — ок. 64 лет. Консерватор. Предприниматель, владелец сахарного завода. Победил как кандидат от коалиции Унионистской и Демократической партий на президентских выборах 27 августа 1920 года, обойдя Хосе Леона Кастельона от Республиканской партии и Франсиско Фуэнтеса от Западной республиканской и Конституционно-либеральной партий. Срок полномочий — шесть лет, до 15 сентября 1926 года.
131. ↑  Временный президент. Скончался в 1926 году в Новом Орлеане (США) в возрасте ок. 74 лет.
132. ↑  Военный, дивизионный генерал. Возраст — ок. 66 лет. Избран от Либеральной республиканской партии на президентских выборах 26-28 октября 1919 года, победив Альберто Мембраньо от Национально-демократической партии. Срок полномочий — 4 года, до 1 февраля 1924 года. Сын президента Хуана Лопеса (1855), получил образование в Лондоне, начинал карьеру как адвокат. В период Первой гражданской войны (1919) возглавил одну из повстанческих колонн, которая 17 октября 1919 года вошла в столицу, свергнув режим президента Франсиско Бертрана Бараоны.
133. ↑  Председатель Консервативной партии. Возглавлял коалиционный кабинет с участием либералов из англо-канадских провинций. Подал в отставку в начале июля 1920 года по возрасту. В дальнейшем занимал пост канцлера университета, другие посты. Скончался в 1937 году в Оттаве в возрасте 82 лет.
134. ↑  Представитель Консервативной партии, министр горных дел. Избран на посты председателя партии и премьер-министра 7 июля 1920 года, сформировал однопартийный кабинет. Возраст — 46 лет. Математик, юрист, предприниматель. Окончил университет Торонто. Работал учителем, депутат парламента с 1908 года. С 1913 года занимал посты генерального прокурора, государственного секретаря, министра горных дел и министра внутренних дел.
135. ↑  Временный президент, передал власть избранному президенту. В 1923 году был объявлен Национальным героем. Скончался в 1924 году в Сан-Хосе в возрасте 67 лет.
136. ↑  Представитель Конституционной партии, избран на выборах 7 декабря 1919 года, победив Хосе Марию Сото от Демократической партии. Срок полномочий — 4 года, до 8 мая 1924 года. Возраст — 47 лет. Окончил Национальный институт, депутат парламента в 1902-06 годах, с 1907 года генеральный консул, затем посол в Сальвадоре, с 1915 года секретарь по иностранным делам, министр иностранных дел. После переворота 1917 года лишён поста и эмигрировал в Никарагуа.
137. ↑  Представитель Либеральной конституционалистской партии. Вступил в конфликт с выдвиженцами революции после того, как выдвинул кандидатом в президенты Игнасио Бонильяса. 8 апреля против него было поднято восстание, 22 апреля лидеры оппозиции Плутарко Элиас Кальес, Альваро Обрегон и Адольфо де ла Уэрта провозгласили план Агуа Прието и назначили Уэрту Верховным лидером конституционалистской армии. В мае бежал в Веракрус, но утром 21 мая был расстрелян войсками генерала Родольфо Эрреры в Тлакскалантонго в возрасте 60 лет. В 1942 году захоронен в Пантеоне в Мехико.
138. ↑  Верховный руководитель Либеральной конституционалистской армии. Губернатор штата Сонора с 1916 года, представитель Либеральной конституционалистской партии. Возраст — 38 лет. Работал бухгалтером, журналистом, музыкантом и певцом. Участник Мексиканской революции, с 1913 года служил в министерстве внутренних дел. 1 июня 1920 года избран Конгрессом временным президентом. В феврале 1923 года поднял восстание против А.Обрегона, в марте эмигрировал в США. Вернулся в Мексику в 1935 году, занимал государственные должности. Скончался в 1955 году в Мехико в возрасте 74 лет.
139. ↑  Кандидат в президенты с 1 июня 1919 года, генерал в отставке. Избран на президентских выборах 5 сентября 1920 года от Рабочей партии, победив кандидата Националистической республиканской партии Альфредо Роблеса Домингеса. Возраст — 50 лет. Получил начальное образование, вёл фермерское хозяйство. В 1911 году был избран мэром Уатабампо. В апреле 1912 года сформировал на свои средства 4-й пехотный батальон, с 1913 года участвовал в сражениях Мексиканской революции, командовал военными операциями в пяти северных штатах. В августе 1914 года его войска вошли в Мехико, приведя к власти В.Каррансу. Военный министр в 1916-17 годах, затем вернулся к фермерству.
140. ↑  Представитель Либеральной партии. Подал в отставку, так как выдвинул свою кандидатуру на новый президентский срок.
141. ↑  Избран на выборах 2 августа 1920 года от Либеральной партии, победив Киро Луиса Урриолу от Чиаристской либеральной партии. Возраст — 77 лет. Срок полномочий — 4 года, до 1 октября 1924 года.
142. ↑  Первый вице-президент с 1918 года. Представитель Либеральной партии. Стал временным президентом на период проведения президентских выборов. Возраст — 43 года. Окончил Лихайский университет (шт. Пенсильвания) в США, инженер-электрик. В 1899 году вернулся в Панаму. Крупный бизнесмен. После провозглашения независимости страны был генеральным директором почт и телеграфа, мэром столицы, неоднократно занимал пост министра иностранных дел. После отставки вернулся в бизнес. Скончался в апреле 1922 года в Панаме в возрасте 45 лет.
143. ↑  Конституционный президент, представитель правящей с 1899 года Либеральной партии. Свергнут в ходе т. н. «Революции 12 июля 1920 года», осуществлённой Республиканской партией. Четырёхлетний срок президентских полномочий истекал 15 августа 1921 года. Эмигрировал в Чили, работал в коммерческих структурах. Скончался в 1929 году в Антофагасте в возрасте 59 лет.
144. ↑  Адвокат, историк, социолог, дипломат. Возраст — 49 лет. В 1915 году основал Республиканскую партию, осуществившую с помощью армии т. н. «Революцию 12 июля 1920 года». Верховный политический руководитель 12-13 июля, затем член хунты, с 19 июля исполняющий функции президента.
145. ↑  Представитель Либеральной партии. Вице-президент, занял пост после смерти президента Мануэля Франко до избрания нового президента. Скончался в 1927 году в Асунсьоне в возрасте 48 лет.
146. ↑  Представитель Либеральной партии. Избран Конгрессом 29 июня 1920 года, срок полномочий 4 года, до 15 августа 1924 года. Возраст — 49 лет. Президент в 1910-11 годах.
147. ↑  Истёк пятилетний срок полномочий. Представитель Либерально-демократической партии. После отставки удалился на свою ферму Камарико. Скончался в 1930 году в Сантьяго в возрасте 71 года.
148. ↑  Представитель Либерального альянса. Избран на президентских выборах 25 июня 1920 года, победив кандидата консервативного Национального союза Луиса Барроса Боргоньо. Срок полномочий — 5 лет, до 23 декабря 1925 года. Юрист, депутат с 1897 года, сенатор с 1915 года. С 1908 года занимал министерские посты.
149. ↑  Представитель Либеральной радикальной партии, известный писатель и музыкант. Истёк четырёхлетний срок полномочий. В дальнейшем был сенатором, посланником, в 1931 году вновь стал президентом.
150. ↑  Представитель Либеральной радикальной партии. Избран на президентских выборах, победив Гонсало Кордову и Энрике Бакерисо Морено. Срок полномочий — 4 года, до 1 сентября 1924 года. Юрист, журналист, преподаватель латинского языка. Был секретарём Торговой палаты, председателем Сената.